# Гербы польской шляхты
В Польше гербы появились немного позже, чем в Западной Европе, в которой они появились ещё в XII веке. В XIII веке уже встречаются первые изображения гербов на княжеских печатях, а в XIV веке гербы польского рыцарства уже появляются во многих западных гербовниках.
Гербы польской шляхты, учитывая немного другое формирование в Польше рыцарского сословия, чем на Западе, имеют некоторые своеобразные, характерные признаки.
В отличие от Западной Европы, польский герб предоставлялся не только одному лицу или семейству, но и так называемым гербовым родам, которые в те времена назывались также гербовыми кланами. Гербовый род группировал часто несколько десятков, порою несколько сотен семейств, использующих один и тот же герб. 
Польские гербы изначально не имели никаких отличительных признаков достоинства, учитывая принцип дворянского равенства и запрет применения аристократических преимуществ. Митры и графские короны начали появляться в польской геральдике относительно поздно, особенно в период упадка Речи Посполитой.

## Герб Речи Посполитой

Герб Речи Посполитой (Herb Rzeczpospolitej Obojga Narodow)

## Гербы шляхетских родов

Герб Абданк (Abdank (Awdaniec)
Герб Абрахимович (Abrahimowicz)
Герб Абстаген (Abstagen)
Герб Айхингер (Achinger)
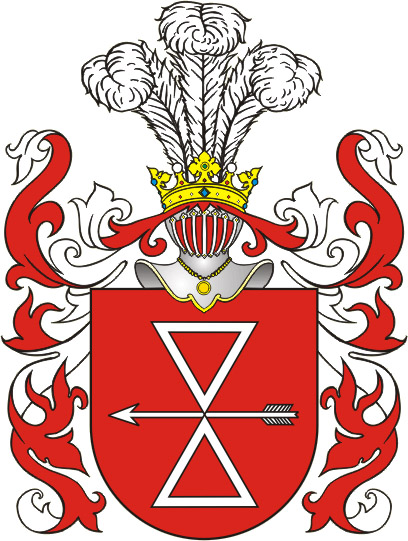
Герб Аксак (Aksak)
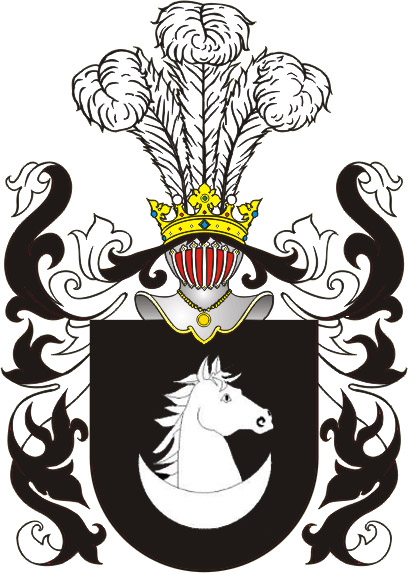
Герб Алябанда (Alabanda)
Герб Алан (Alan)
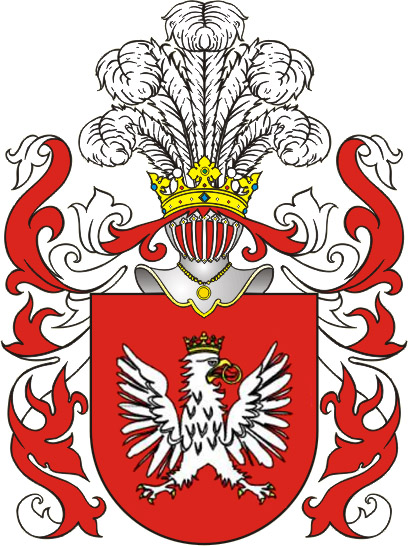
Герб Амадей (Amadej)
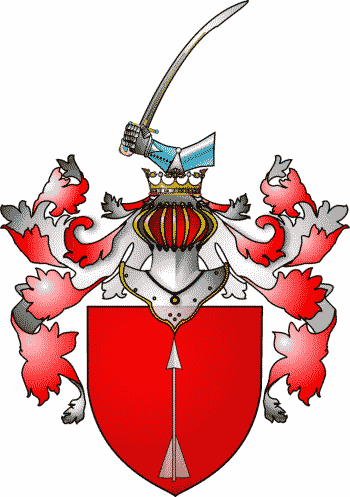
Герб Азулевич (Azulewicz)
Герб Байбуза (Bajbuza)
Герб Буйволова Голова (Bawola-Głowa)
Герб Белина (Belina)
Герб Бэлты (Bełty)
Герб Безтрвоги (Beztrwogi)
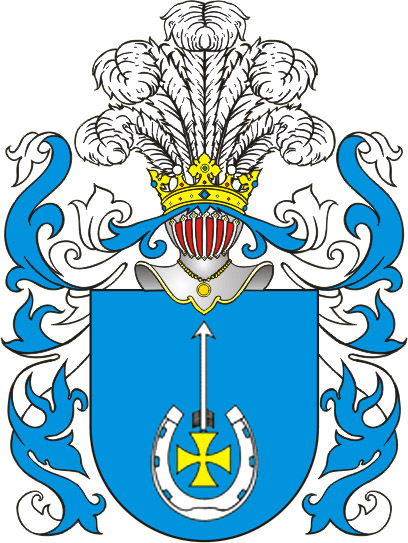
Герб Бялыня (Białynia)
Герб Биберштейн (Biberstein)
Герб Боенич (Boenisch)
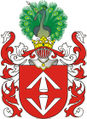
Герб Богория (Bogorya, Bogoria)
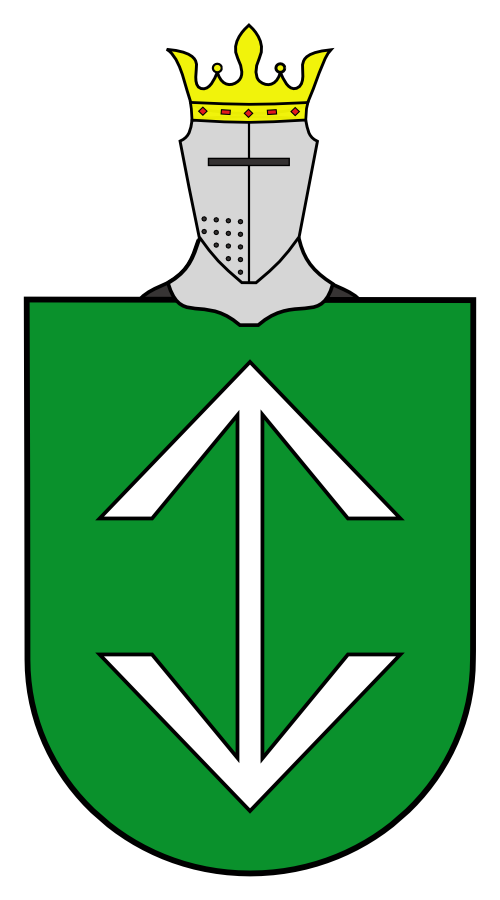
Герб Богория II (Bogoria, odmiana II)
Герб Бойча (Bojcza)
Герб Болоз-Антоневич (Bołoz-Antoniewicz)
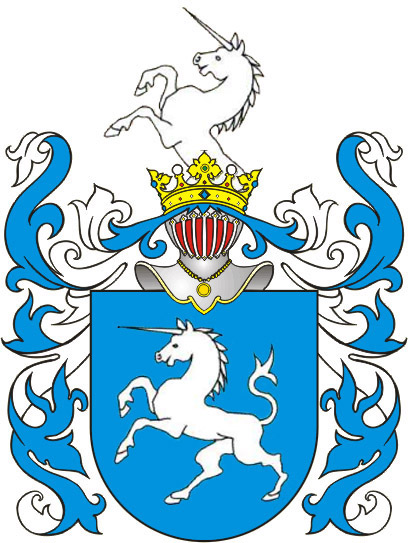
Герб Боньча (Boncza)
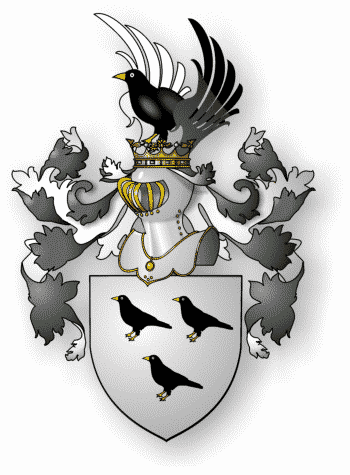
Герб Борч (Borch, Trzy-Kawki, Trzy-Kruki)
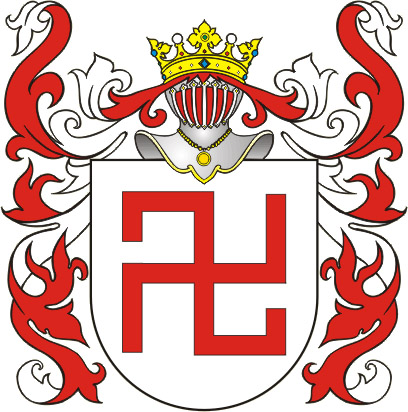
Герб Борейко (Boreyko)
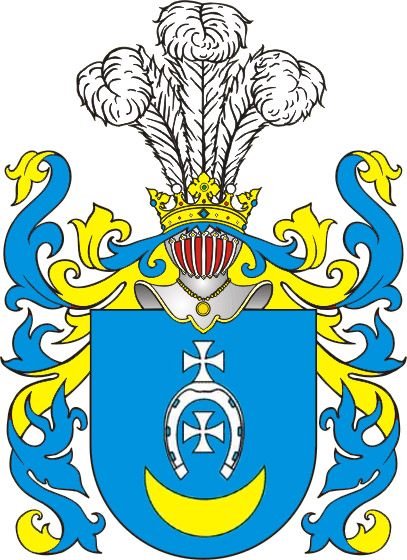
Герб Божаволя (Bożawola)
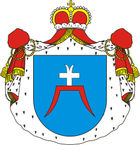
Герб Брама (Brama)
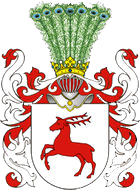
Герб Брохвич (Brochwicz)
Herb Бродзиц (Brodzic)
Герб Брониц (Bronic)
Герб Бронислав (Bronisław)
Герб Бржуска (Brzuska) (см. Сырокомля)
Герб Вага (Waga)
Герб Вадвич (Wadwicz)
Герб Варня (Warnia)
Герб Вонж (Wąż)
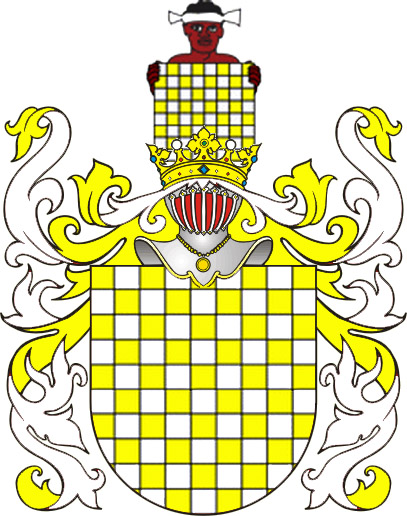
Герб Вчеле (Wczele)
Герб Веже (Wieże)
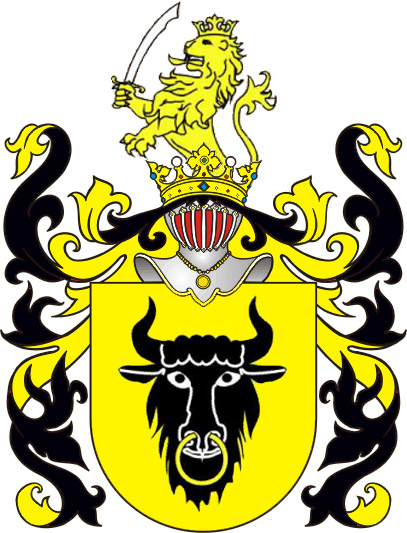
Герб Венява (Wieniawa)
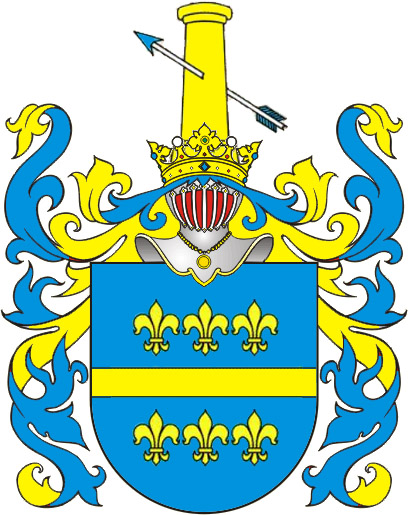
Герб Вержбна (Wierzbna)
Герб Вилча Глова (Wilcza Głowa)
Герб Волф (Wolf)
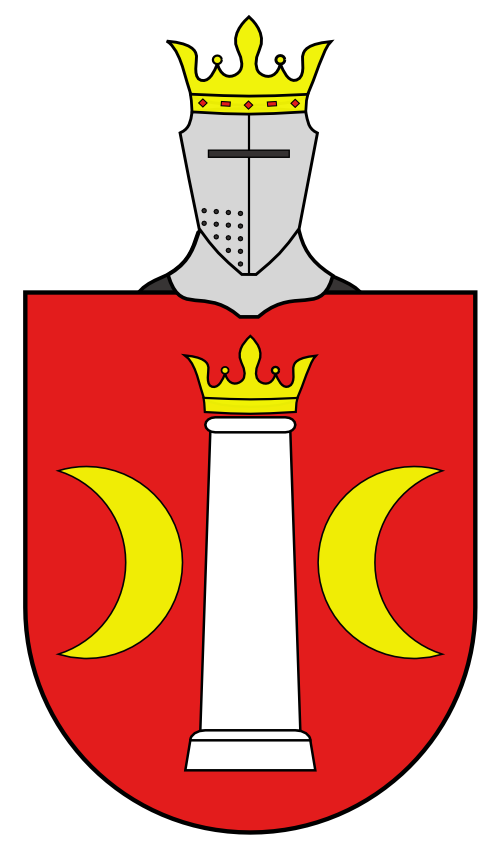
Герб Высоцкий (Wysocki)
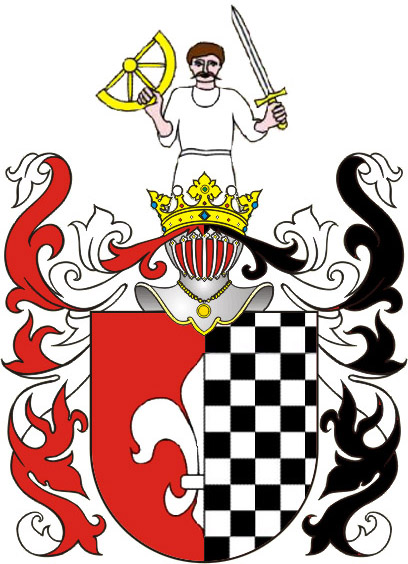
Герб Выссогота (Wyssogota)
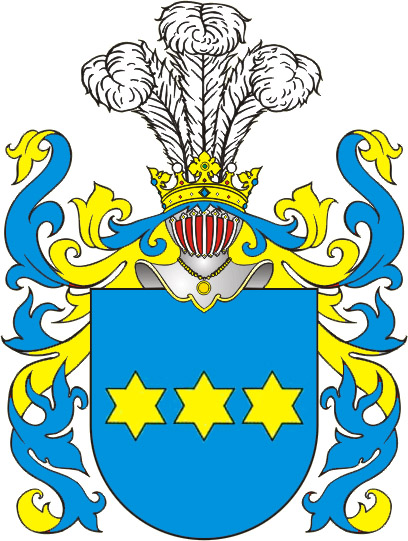
Герб Гвязды (Gwiazdy)
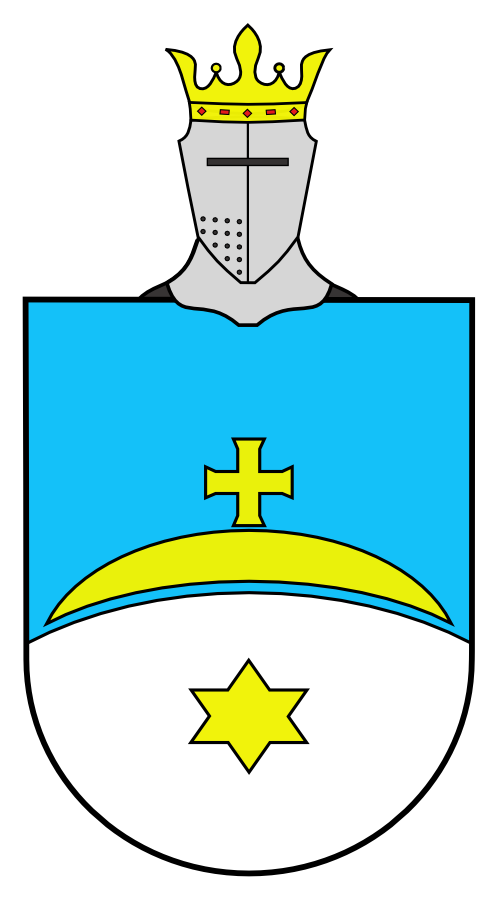
Герб Гвяздич (Gwiaździcz)
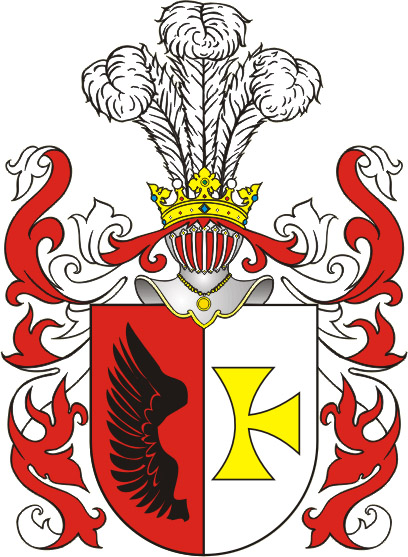
Герб Гейш (Giejsz)
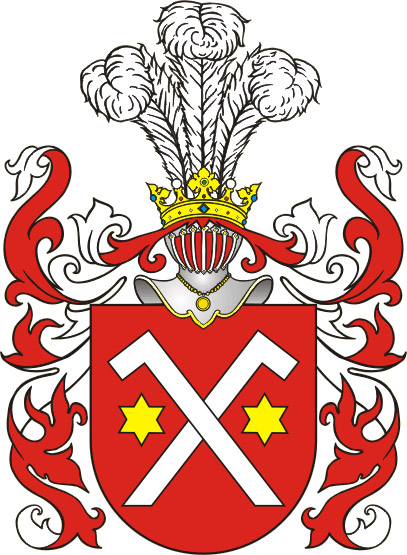
Герб Гейштор (Giejsztor)
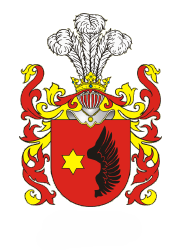
Герб Гелгут (Giełgud)
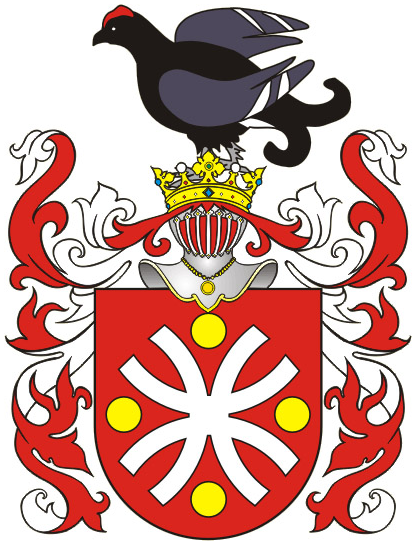
Герб Геральт (Gierałt) (см. Осморог)
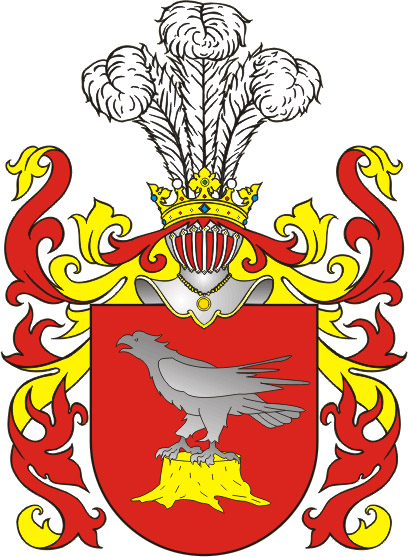
Герб Гинвил (Ginwiłł)
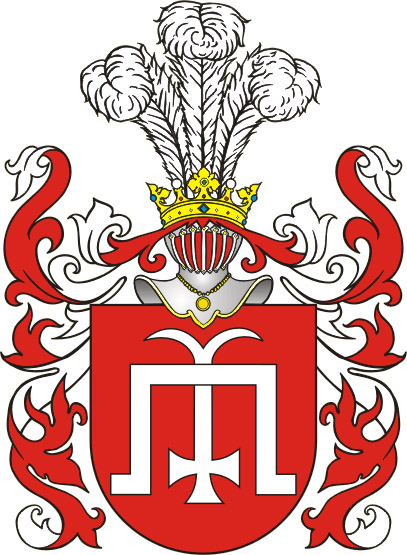
Герб Глинских (Glinski)
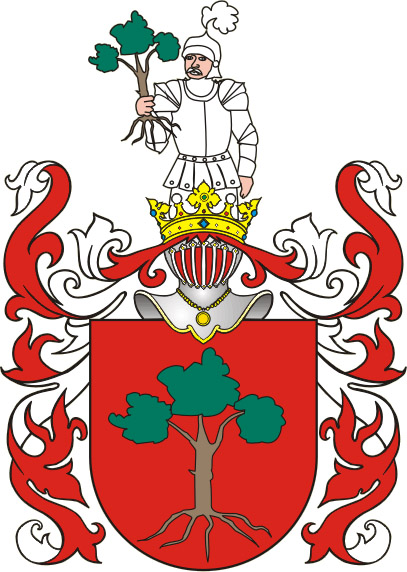
Герб Годземба (Godziemba)
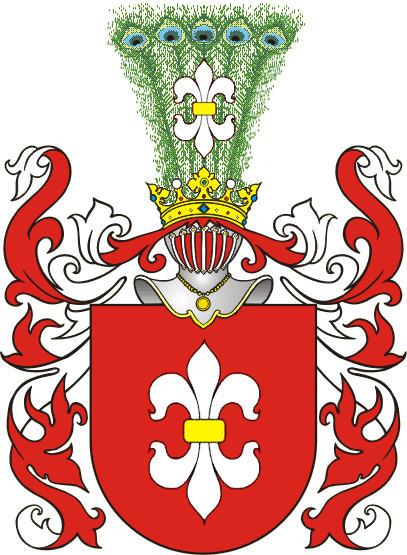
Пепловский Герб Гоздава (Gozdawa)
Герб Гоздава (Gozdawa)
Герб Головня (Hołownia)
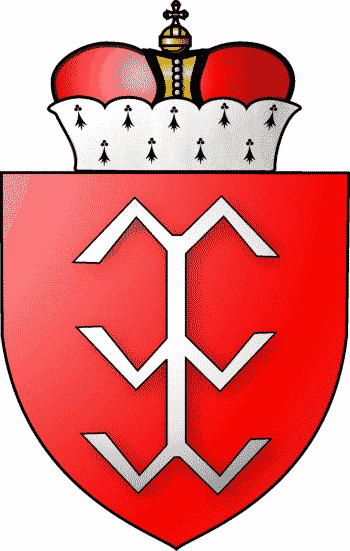
Герб Головня II (Hołownia II)
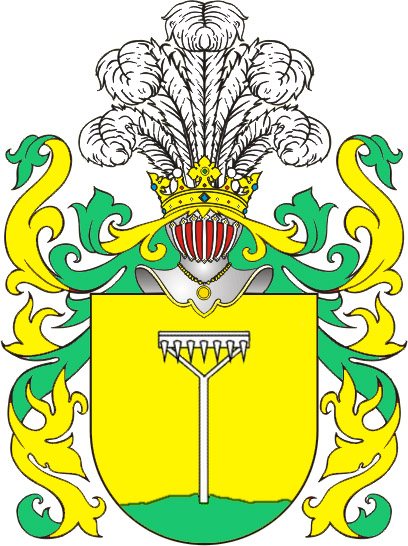
Герб Грабе (Grabie)
Герб Гроты (Groty)
Герб Гриф (Gryf)
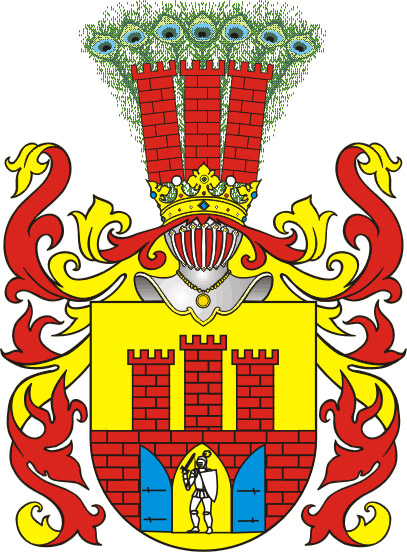
Герб Гржимала (Grzymała)
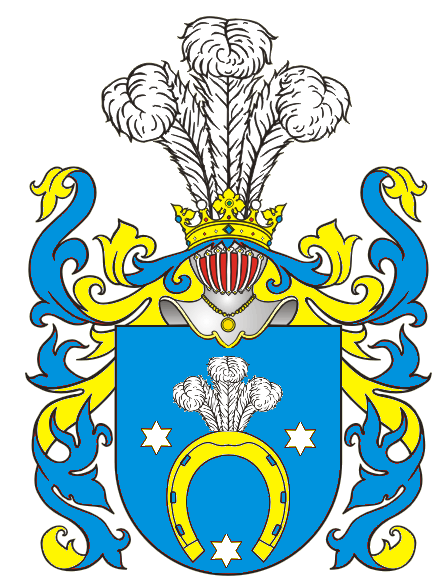
Герб Гутаг (Gutag)
Герб Донб (Dąb)
Герб Домброва (Dąbrowa)
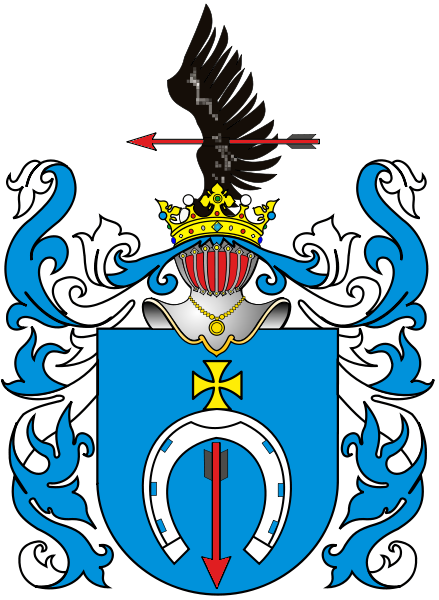
Герб Домбровский (Dąbrowski)
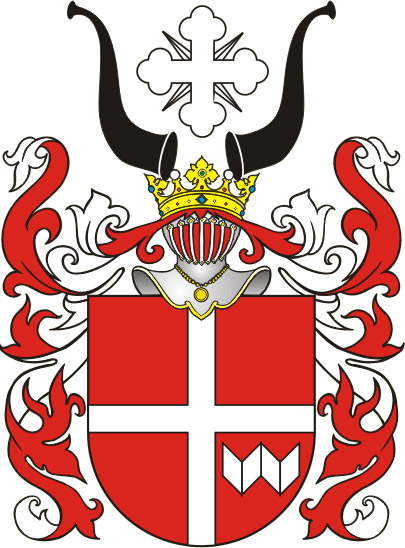
Герб Денбно (Dębno)
Герб Денборог (Dęboróg)
Герб Деспот (Deszpot)
Герб Долива (Doliwa)
Герб Долэнга (Dołęga)
Герб Доренговский (Doręgowski)
Герб Довнарович (Downarowicz)
Герб Дрогослав (Drogosław)
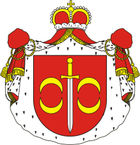
Герб Друцк (Druck)
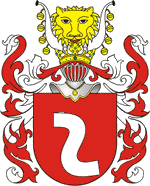
Герб Дружина (Drużyna)
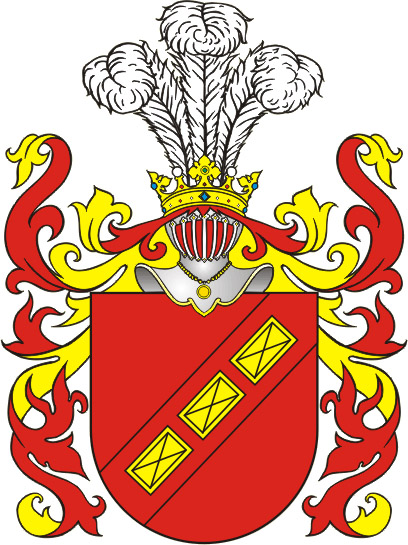
Герб Дрыя (Drya)
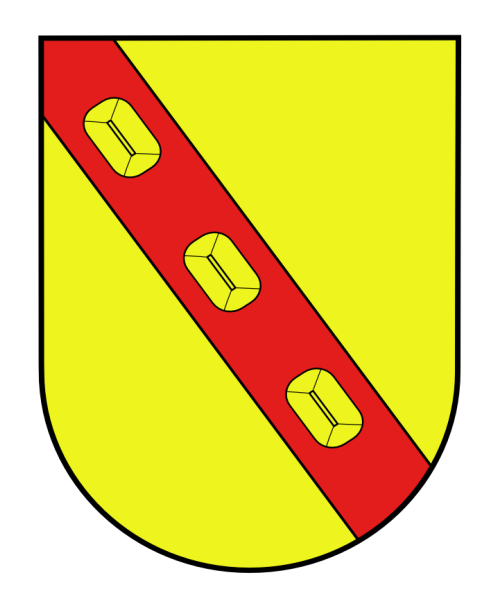
Герб Дрыя IV (Drya IV)
Герб Држевица (Drzewica)
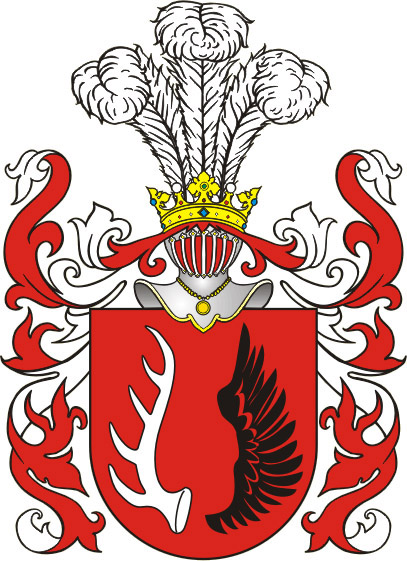
Герб Дзялоша (Działosza)
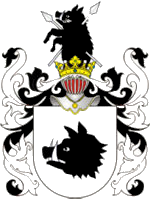
Герб Дзик (Dzik)
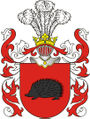
Герб Ёж (Jeż)
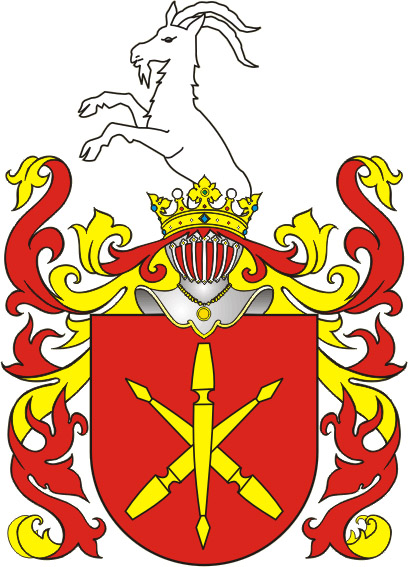
Герб Елита (Jelita)
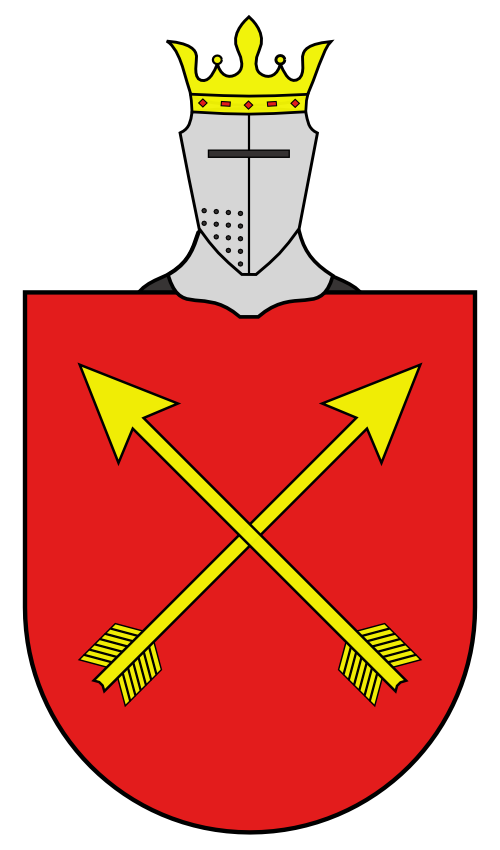
Герб Ёдзешко (Jodzieszko)
Герб Забава (Zabawa)
Герб Заглоба (Zagłoba)
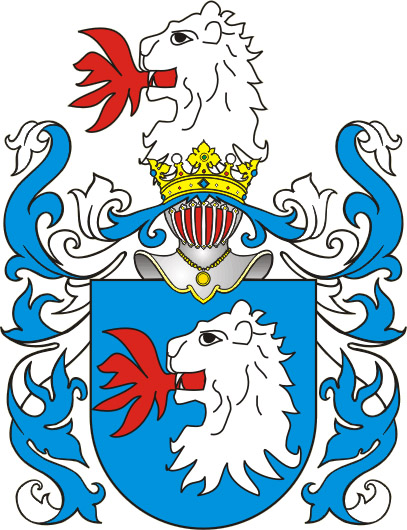
Герб Задора (Zadora)
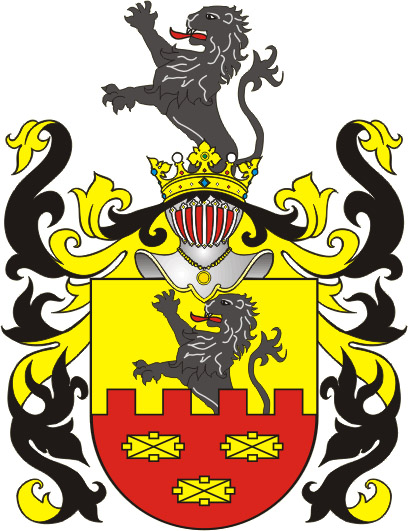
Герб Заремба (Zaremba)
Герб Завадский (Zawadzki), см. Остоя
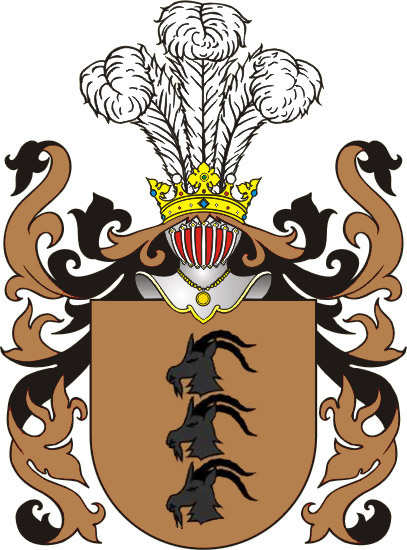
Герб Зервикаптур (Zerwikaptur) (Zerwikaptur)
Герб Зетынян (Zetynian)
Герб Зграя (Zgraja), см. Янина
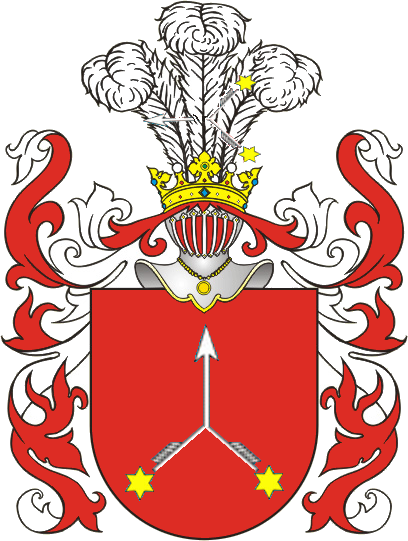
Герб Калинова (Kalinowa)
Герб Каренга (Karęga)
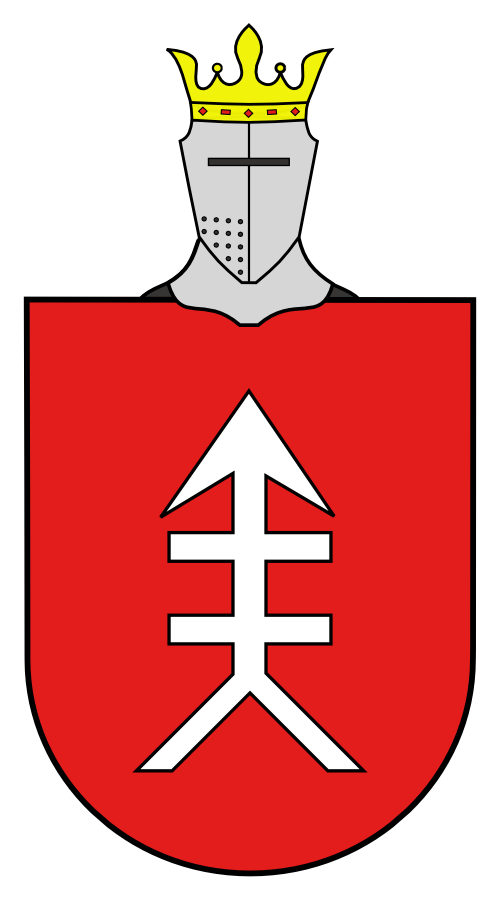
Герб Карницкий I (Karnicki I)
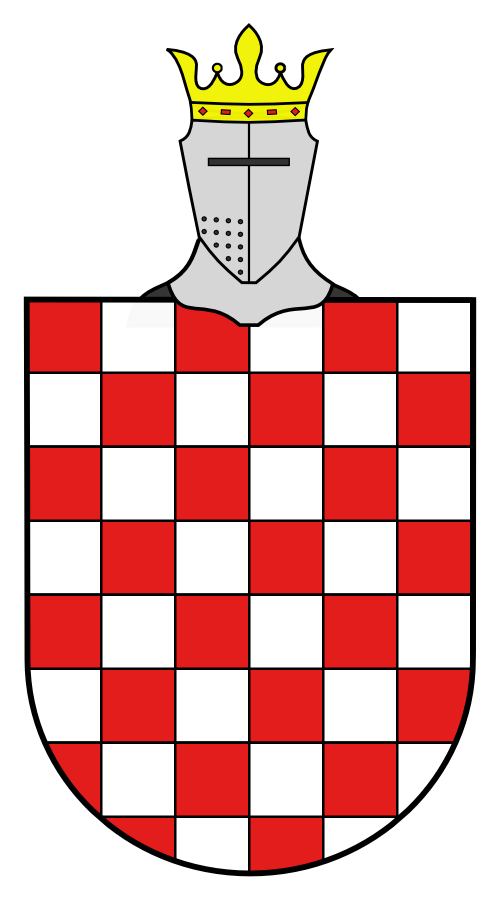
Герб Карницкий I I (Karnicki II)
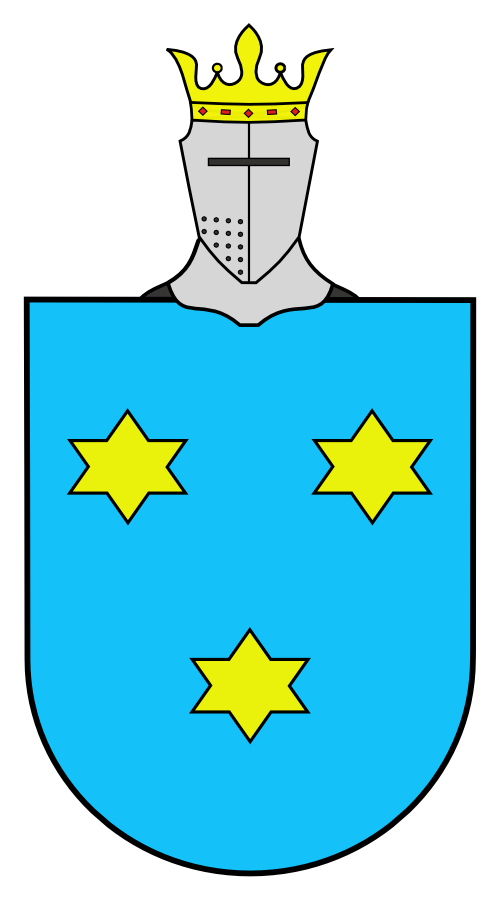
Герб Карп (Karp)
Герб Кердея (Kierdeja)
Герб Кисель (Kisiel)
Герб Клямры (Klamry)
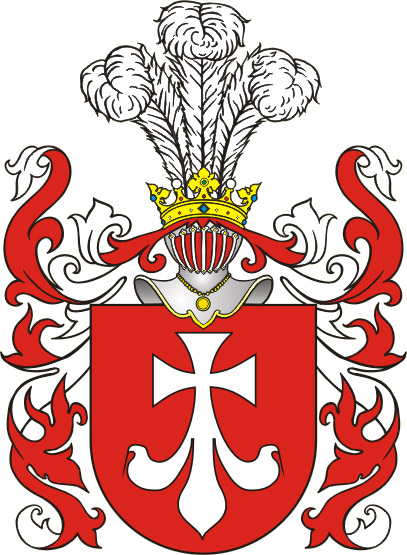
Герб Комар (Komar)
Герб Копач (Kopacz) (см. Тупач)
Герб Копачина (Kopaszyna)
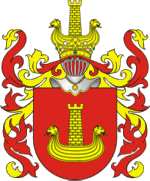
Герб Кораб (Korab)
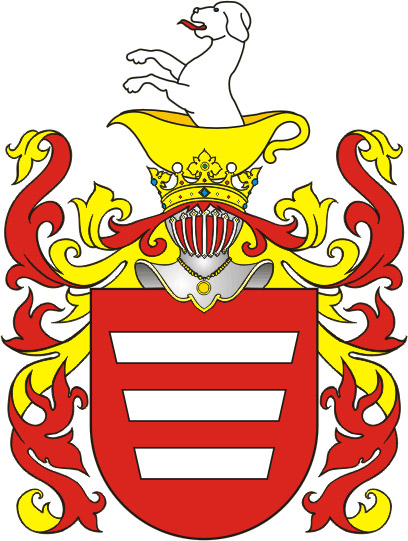
Герб Корчак (Korczak)
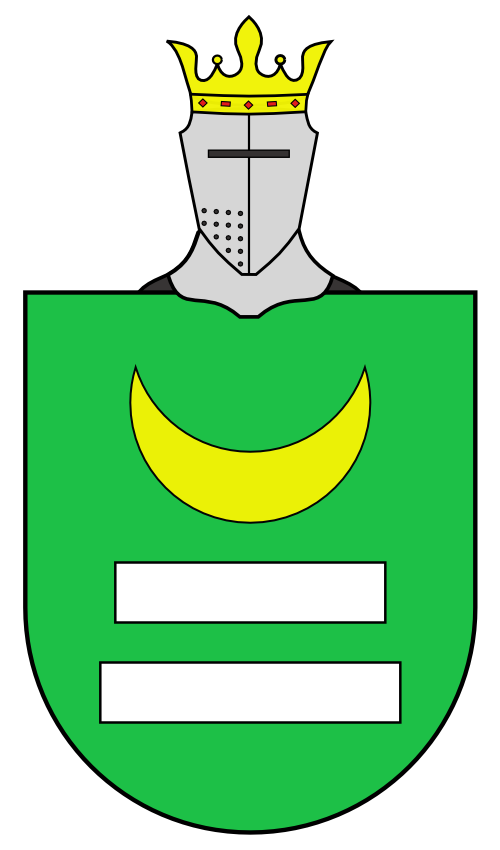
Герб Корчик (Korczyk)
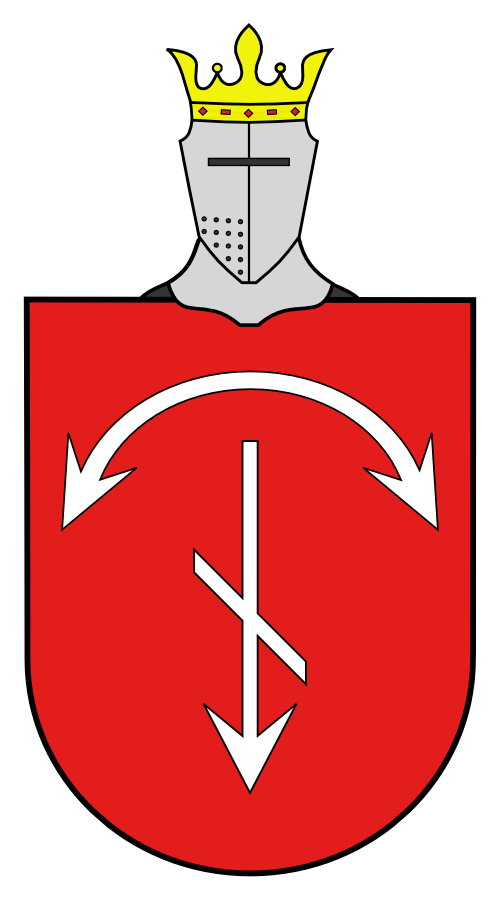
Герб Кордыш (Kordysz)
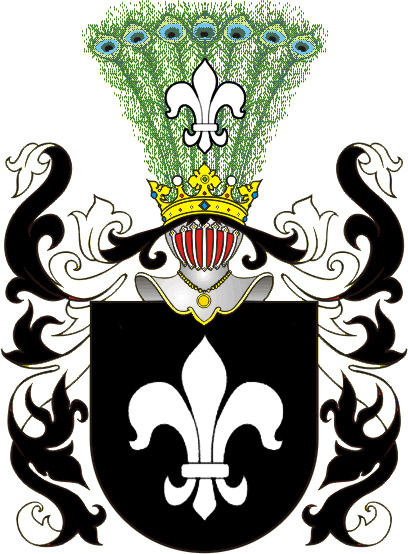
Герб Корсак (Korsak)
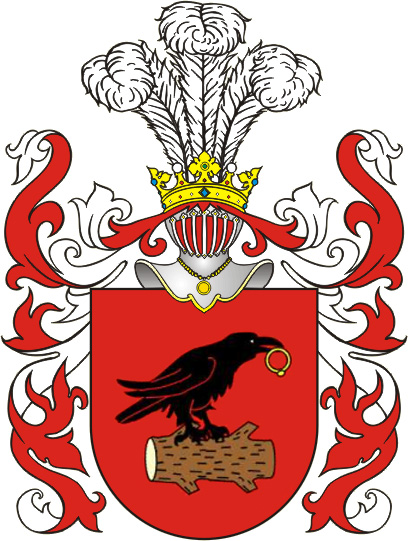
Герб Корвин (Korwin)
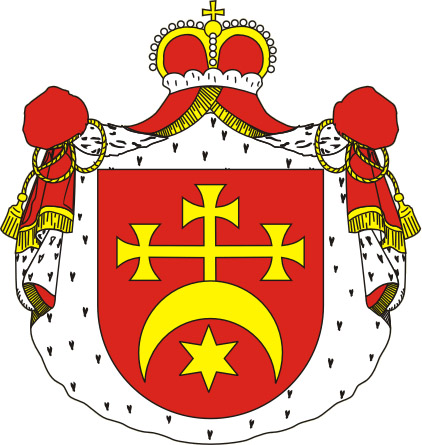
Герб Корыбут (Korybut)
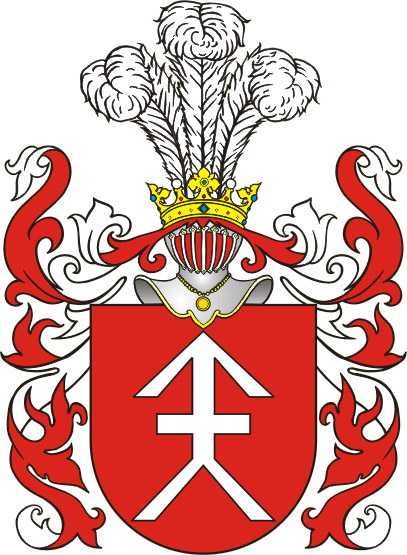
Герб Косцеша (Kościesza)
Герб Костровец I (Kostrowiec I)
Герб Костровец II (Kostrowiec II)
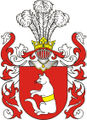
Герб Кот морской (Kot-Morski)
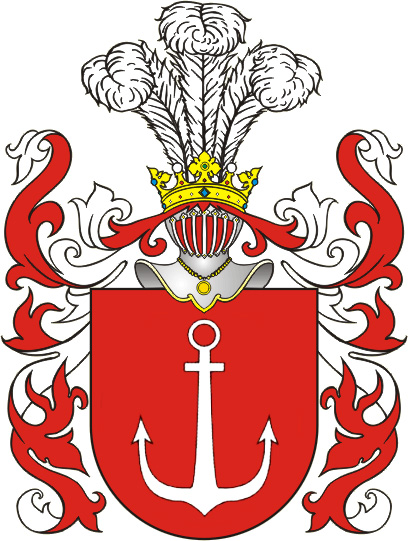
Герб Котвица (Kotwica)
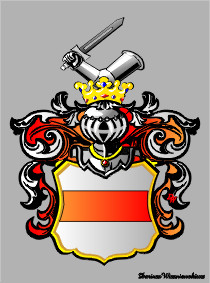
Герб Котвич (Kotwicz)
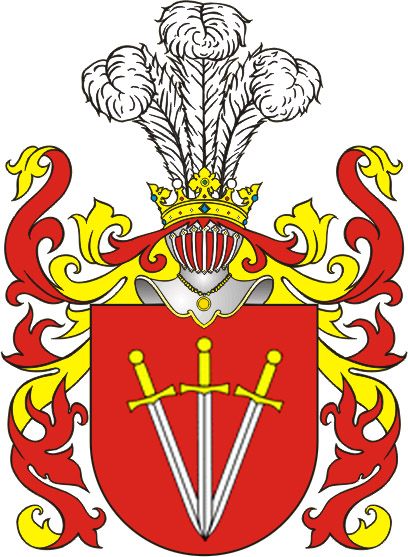
Герб Ковня (Kownia)
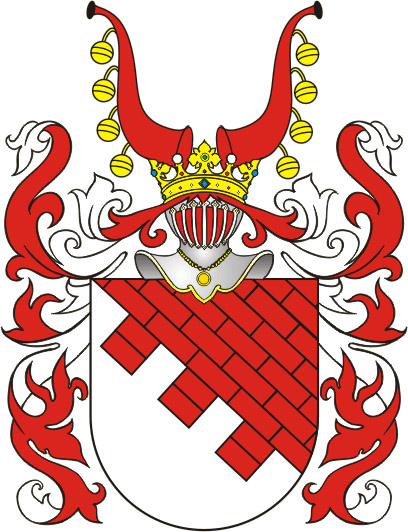
Герб Козловский (Kozłowski)
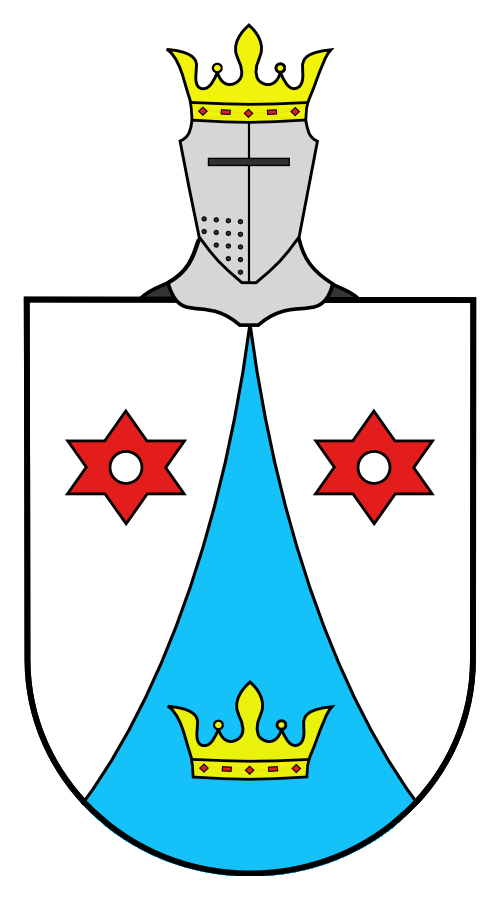
Герб Кронвалд (Kronwald)
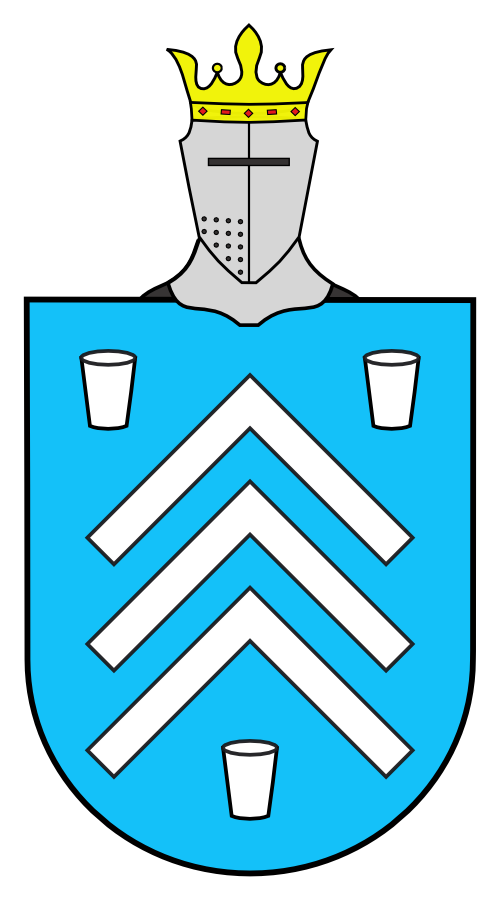
Герб Крузер (Kruzer)
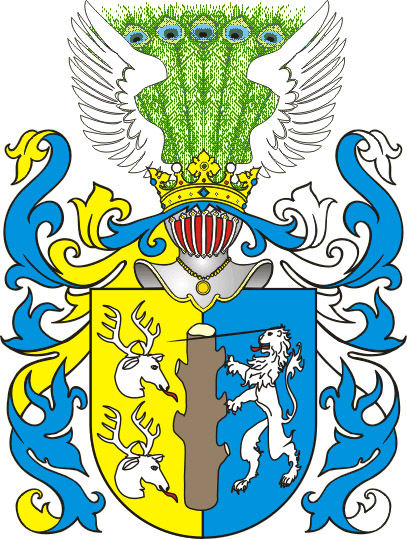
Герб Крышпин (Kryszpin)
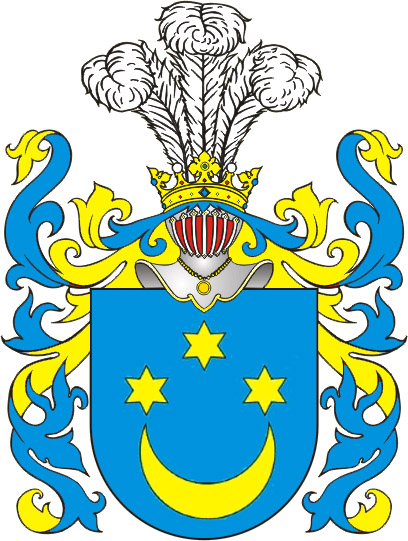
Герб Ксежиц (Księżyc)
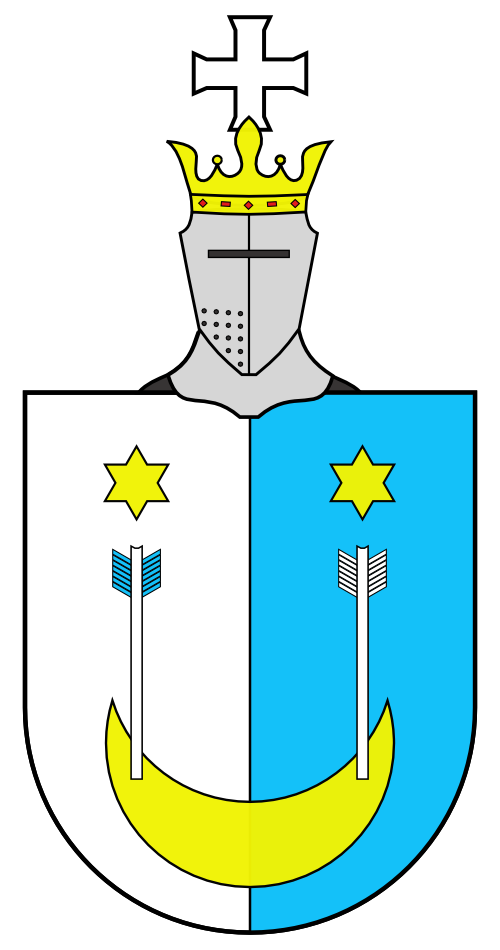
Герб Куйк (Kujk)
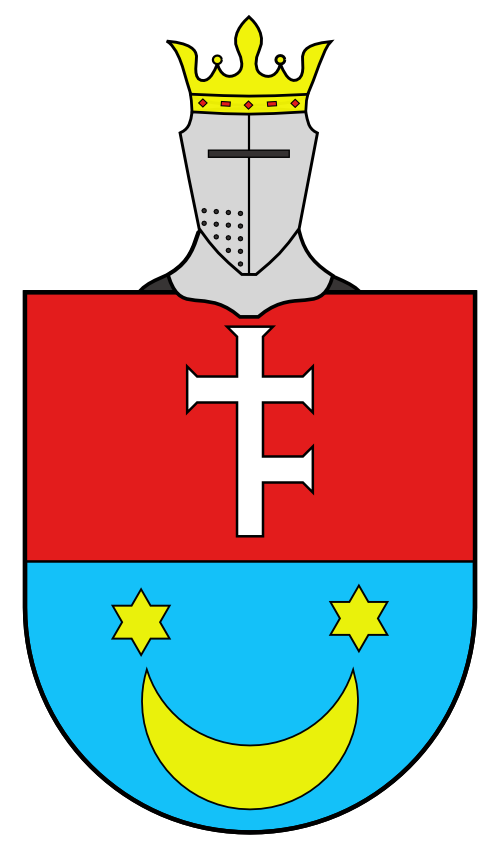
Герб Куликовский (Kulikowski)
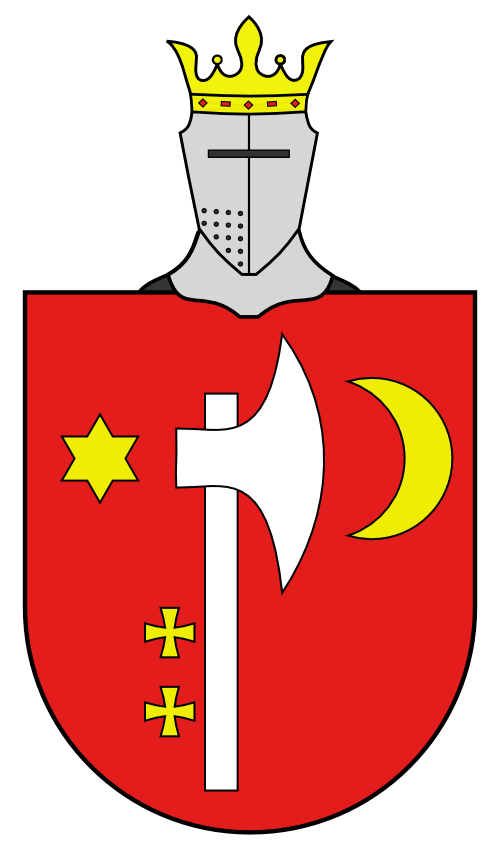
Герб Кулак (Kułak)
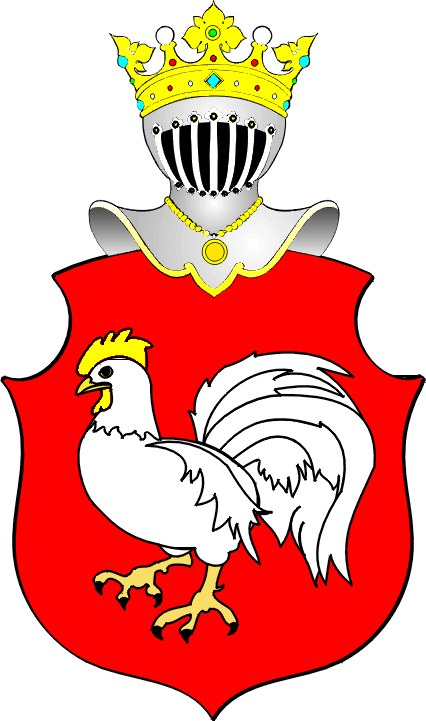
Герб Кур (Kur)
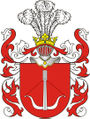
Герб Куша (Kusza)
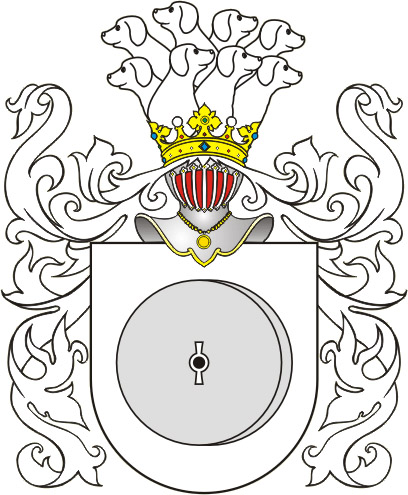
Герб Кушаба (Kuszaba)
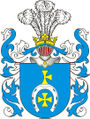
Герб Кшивда (Krzywda)
Герб Лабендзь (Łabędź)
Герб Лахницкий (Lachnicki)
Лада (Łada)
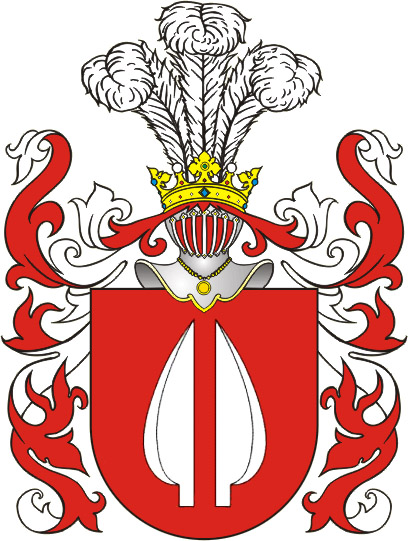
Герб Лариса (Larysza)
Герб Леварт (Lewart)
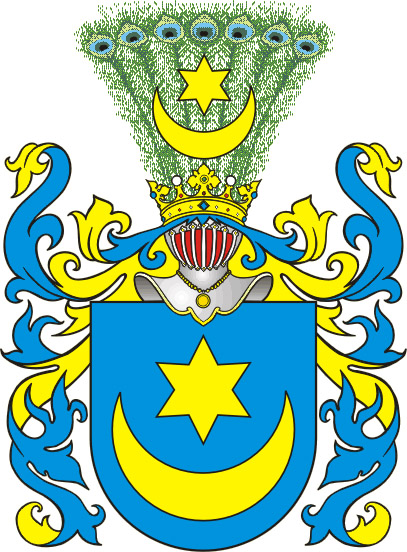
Герб Лелива (Leliwa)
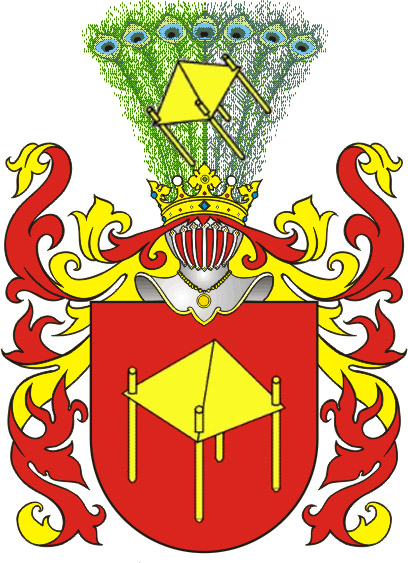
Герб Лещиц (Leszczyc)
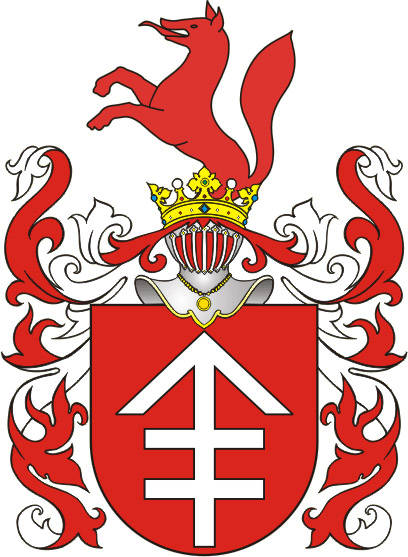
Герб Лис (Lis)
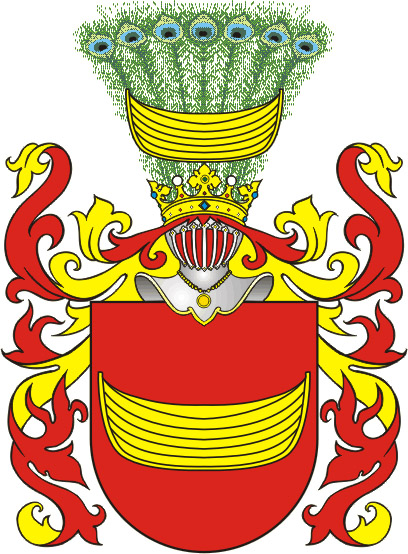
Герб Лодзя (Łodzia)
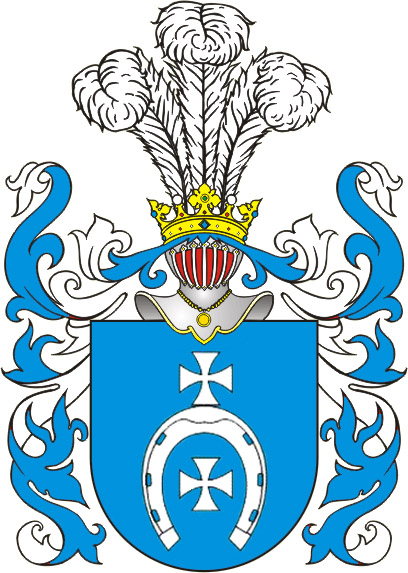
Герб Любич (Lubicz)
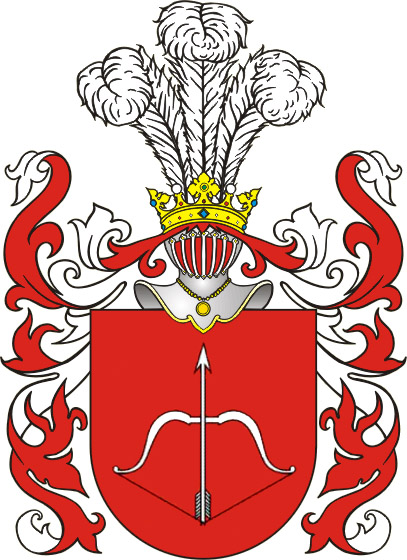
Герб Лук (Łuk)
Герб Марцинковский (Marcinkowski)
Герб Мосальский кн. III (Masalski ks. III)
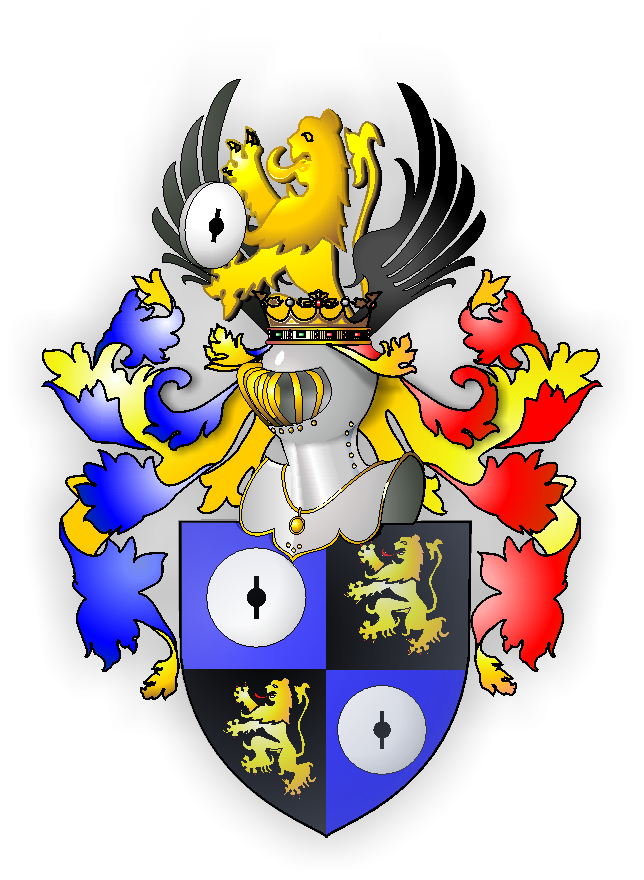
Герб Миллер (Miller)
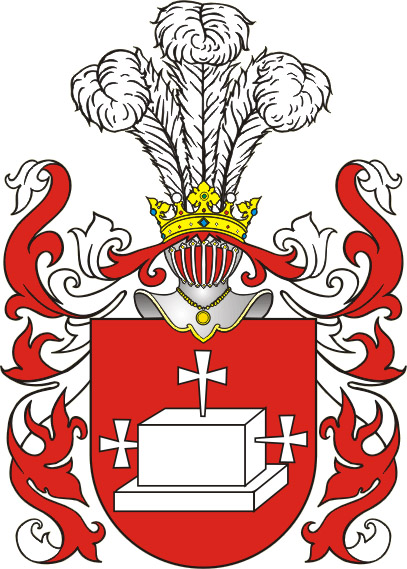
Герб Могила (Mogiła)
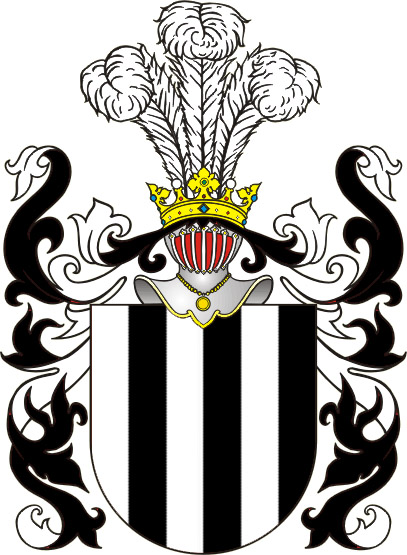
Герб Набрам (Nabram)
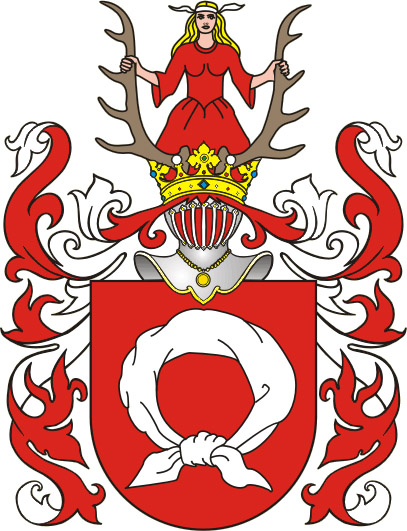
Герб Наленч (Nałęcz)
Герб Незгода (Niezgoda)
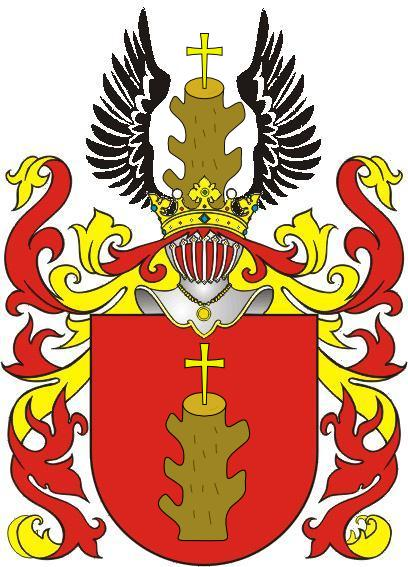
Герб Нечуя (Nieczuja)
Герб Несобя (Niesobia)
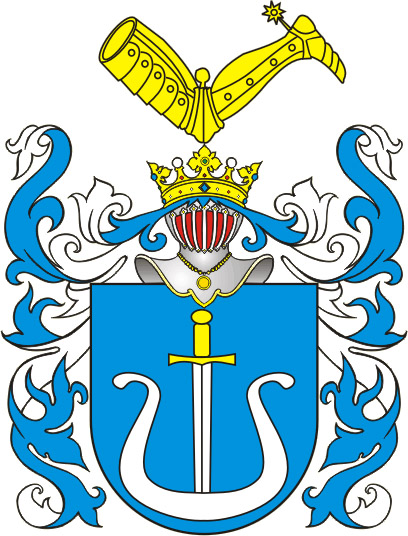
Герб Новина (Nowina)
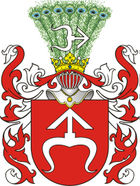
Герб Одровонж (Odrowąż)
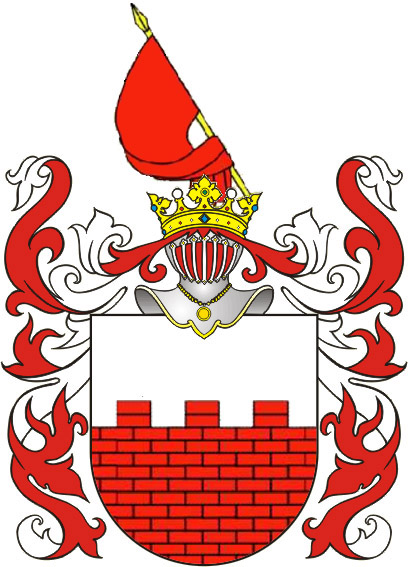
Герб Одвага (Odwaga)
Герб Одынец (Odyniec)
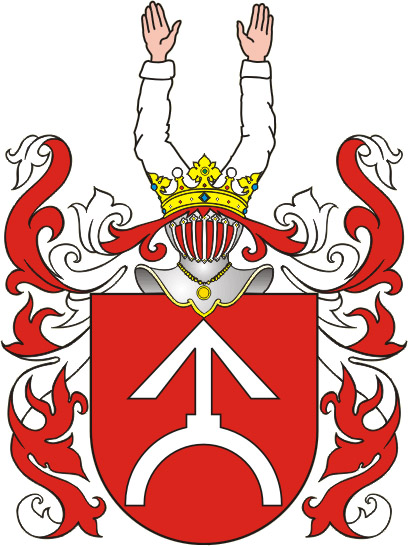
Герб Огоньчик (Ogończyk)
Герб Окунь (Okuń)
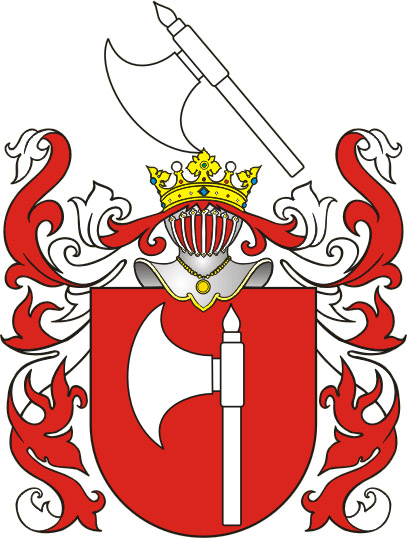
Герб Окша (Oksza)
Герб Олива (Oliwa)
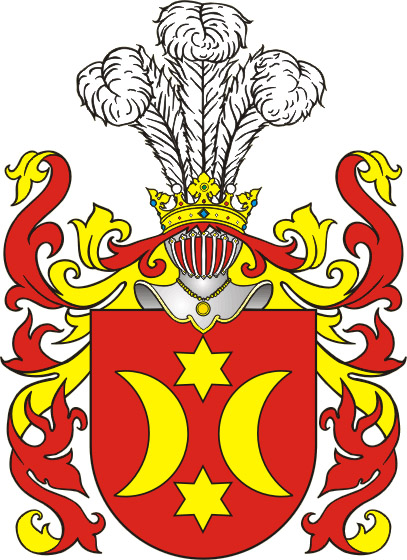
Герб Орда (Orda) (см. Остоя)
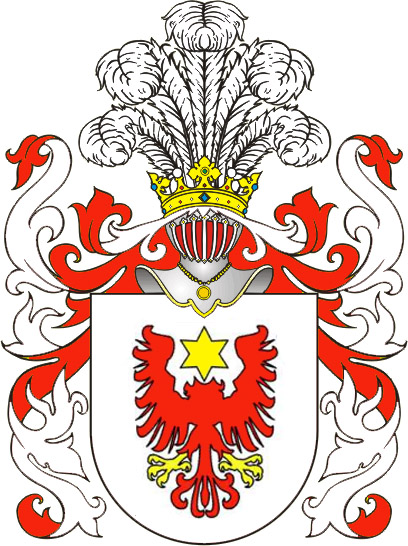
Герб Орля (Orla)
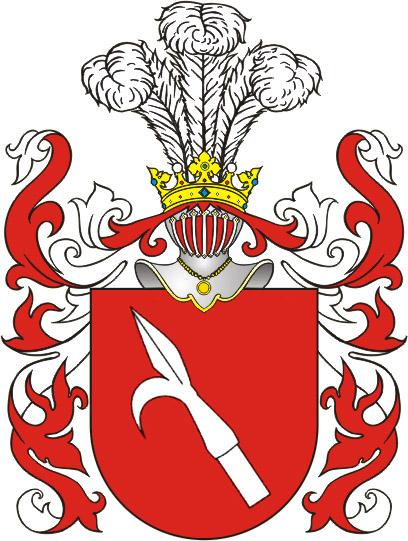
Герб Осенк (Osęk)
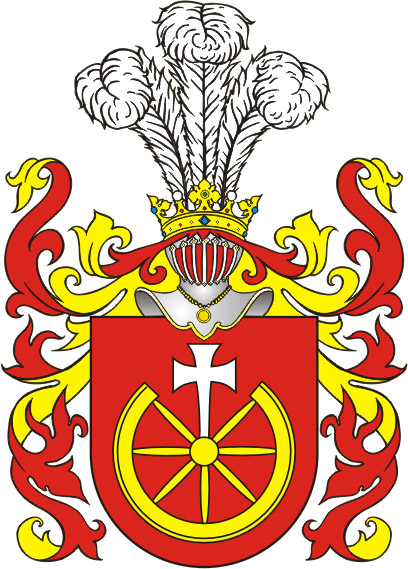
Герб Осория (Ossorya)
Герб Остоя (Ostoja)
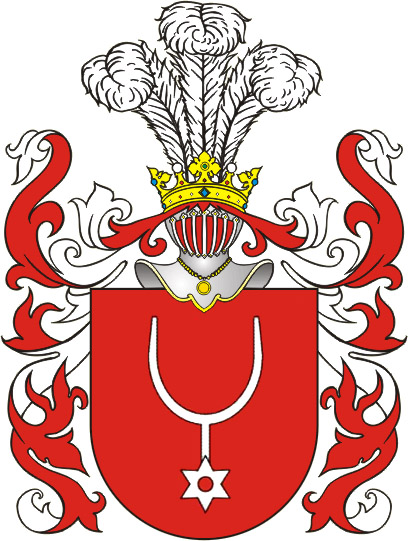
Герб Острога (Ostroga)
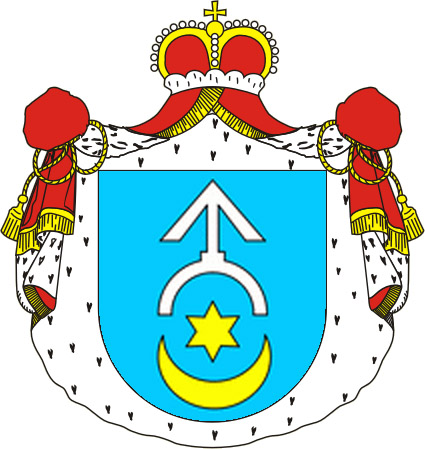
Герб Острожских (Ostrogski)
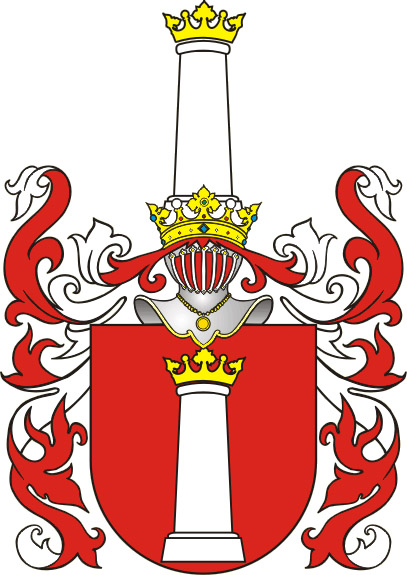
Герб Першхала (Pierzchała)
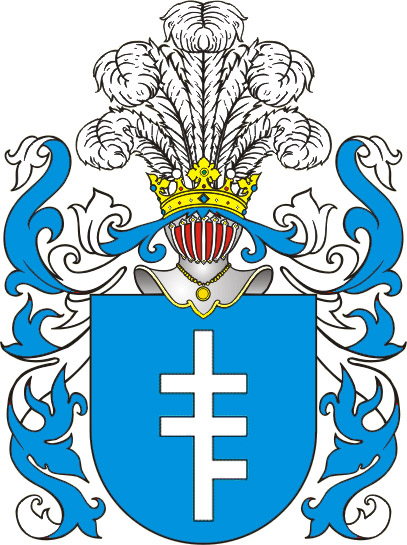
Герб Пилява (Pilawa)
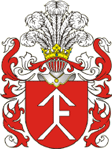
Герб Пилсудский (Piłsudski)
Герб Побог (Pobóg)
Герб Погоня Литовская (Pogoń Litewska)
Герб Погоня Русская (Pogoń Ruska)
Герб Покора
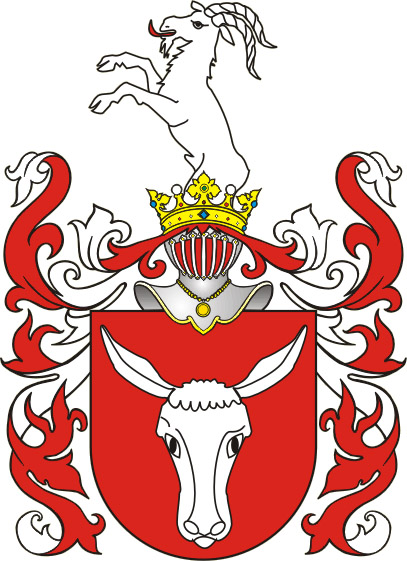
Герб Полкозиц (Półkozic)
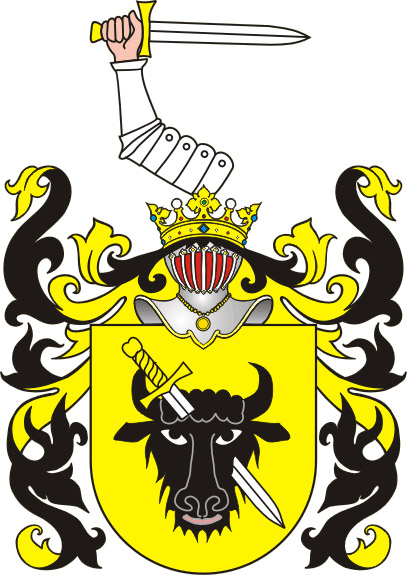
Герб Помян (Pomian)
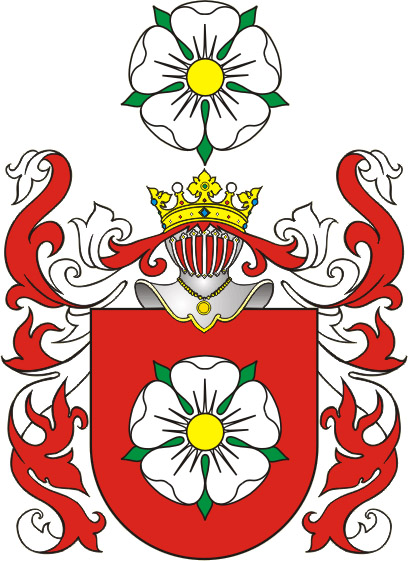
Герб Порай (Poraj)
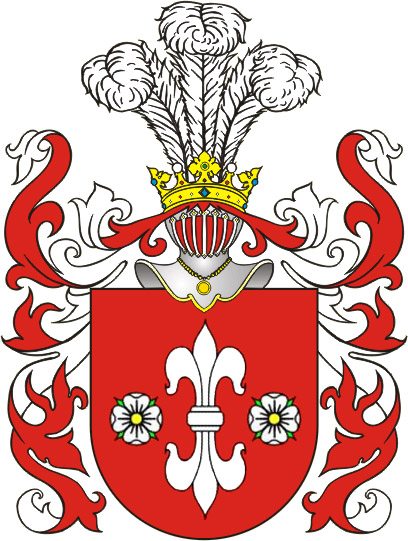
Герб Пороня (Poronia)
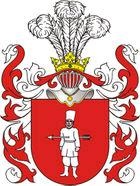
Герб Позняк (Późniak)
Герб Правдзиц (Prawdzic)
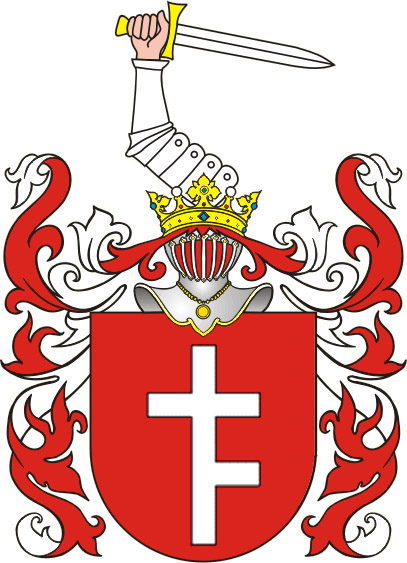
Герб Прус I (Prus I)
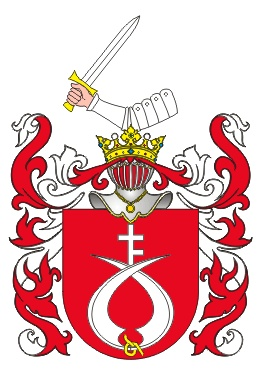
Герб Прус II (Prus II), см. Прус I (Prus I)
Герб Прус III (Prus III), см. Прус I (Prus I)
Герб Пржегоня (Przegonia)
Герб Пржерова (Przerowa)
Герб Пржияцель (Przyjaciel)
Герб Пухала (Puchała)
Герб Пястов (Piastów)
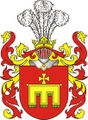
Герб Радван (Radwan)
Герб Радзислав (Radzislaw)
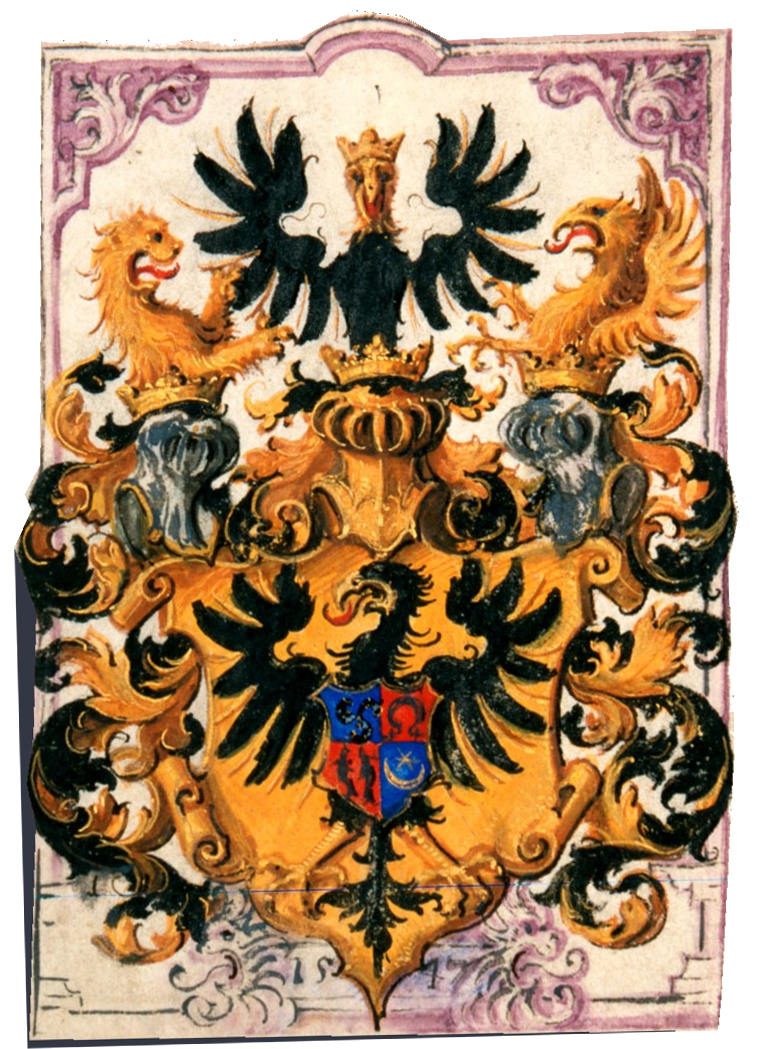
Герб (Радзивилл (Radziwiłł), см. Трубы
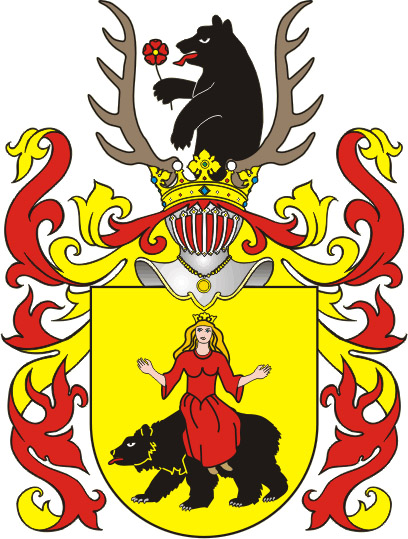
Герб Равич (Rawicz)
Герб Ратульт (Ratułt)
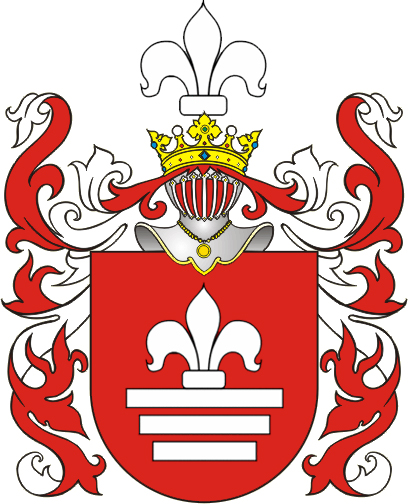
Герб Рох III (Roch III), см. Колонна
Герб Рогаля (Rogala)
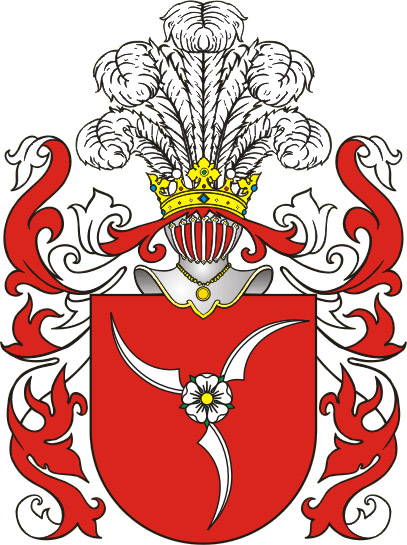
Герб Роля (Rola)
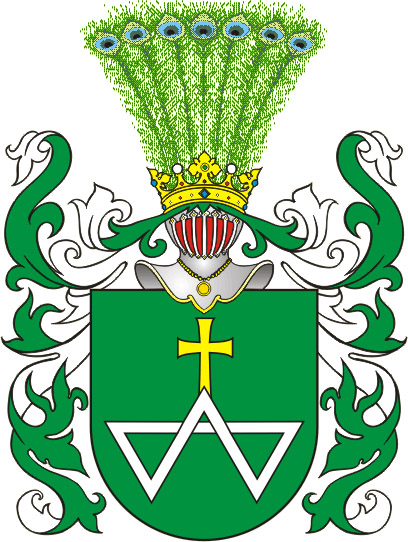
Герб Розмяр (Rozmiar)
Герб Рудница (Rudnica)
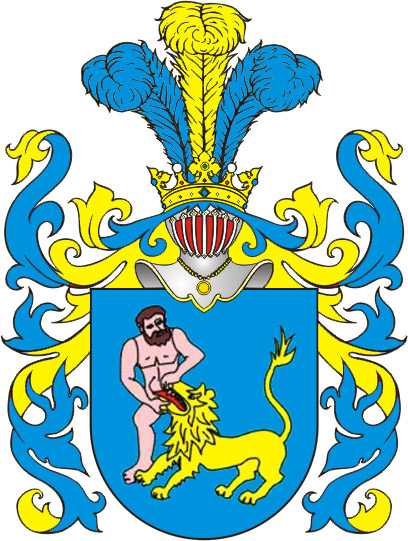
Герб Самсон (Samson)
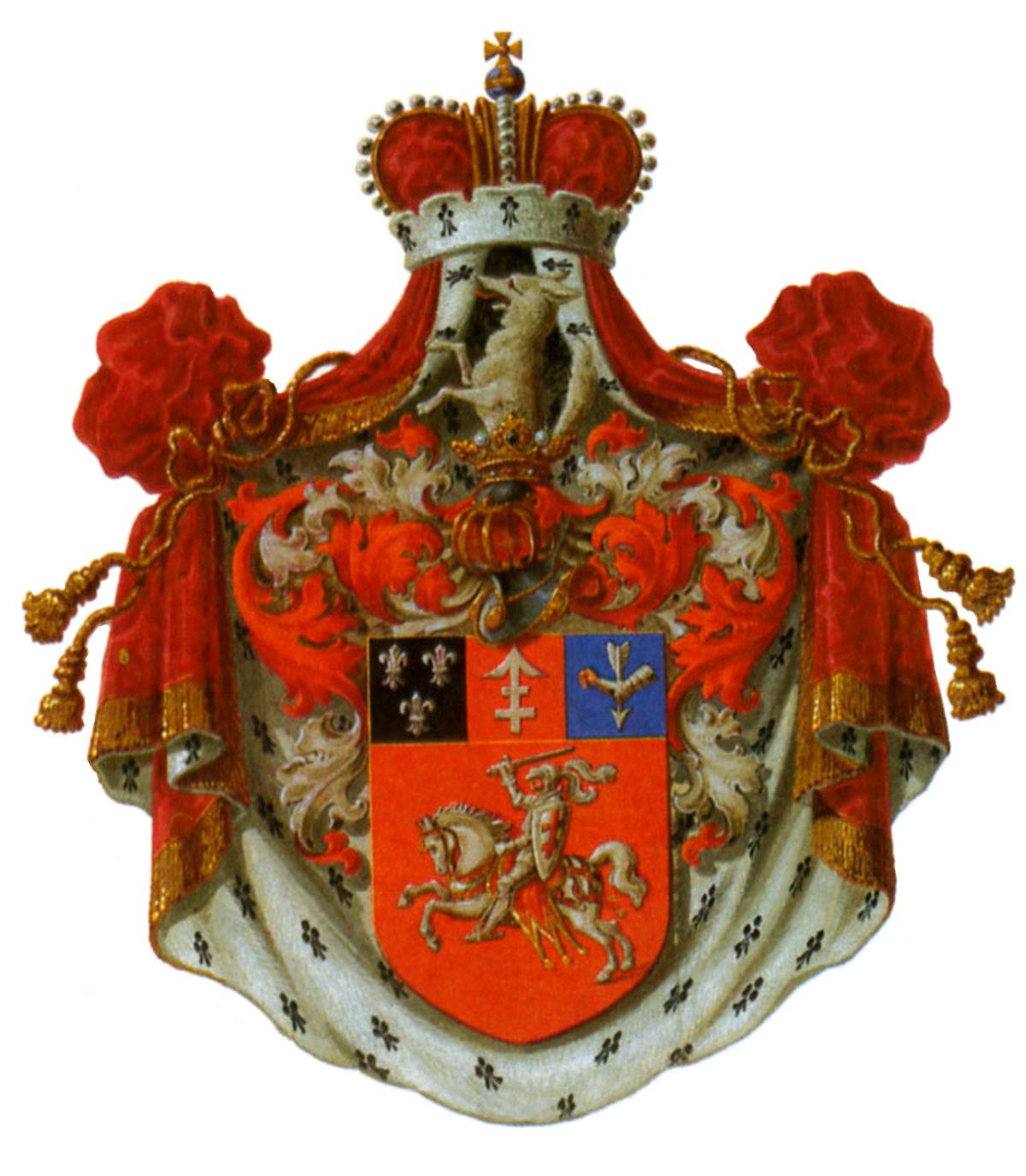
Герб Сапег (Sapiehа)
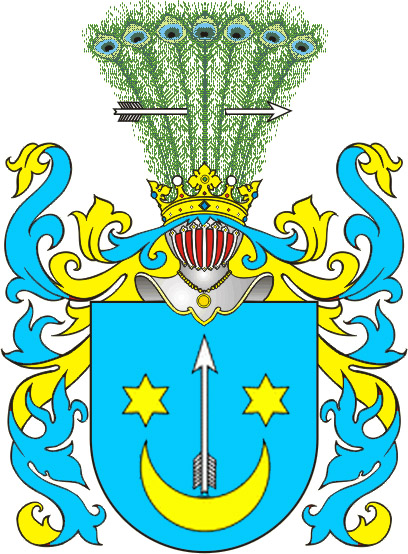
Герб Сас (Sas)
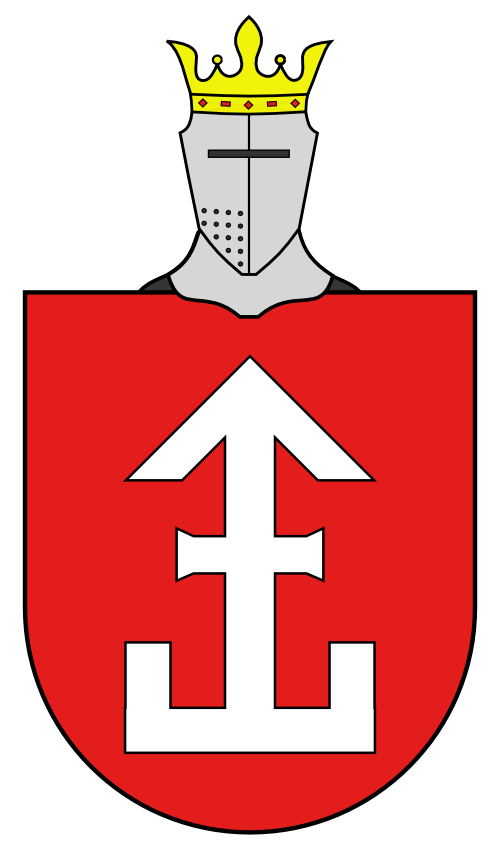
Герб Секерж (Siekierz)
Герб Селлява (Sielawa)
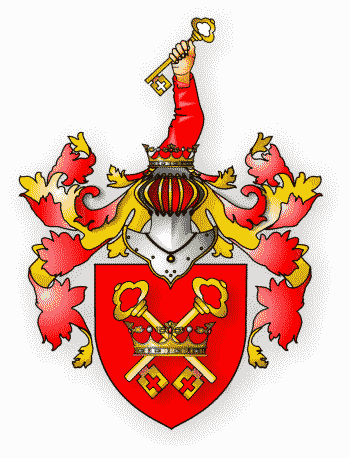
Герб Скарбомерж (Skarbomierz)
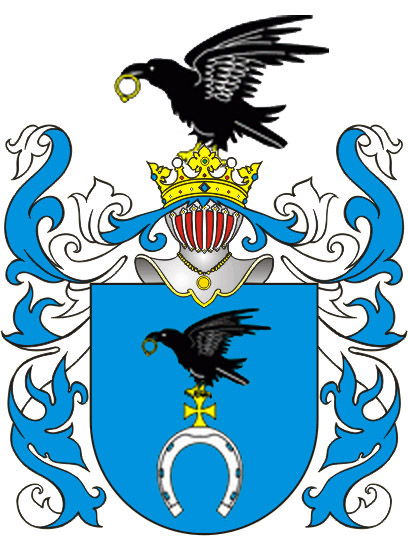
Герб Слеповрон (Ślepowron)
Герб Солтык (Sołtyk)
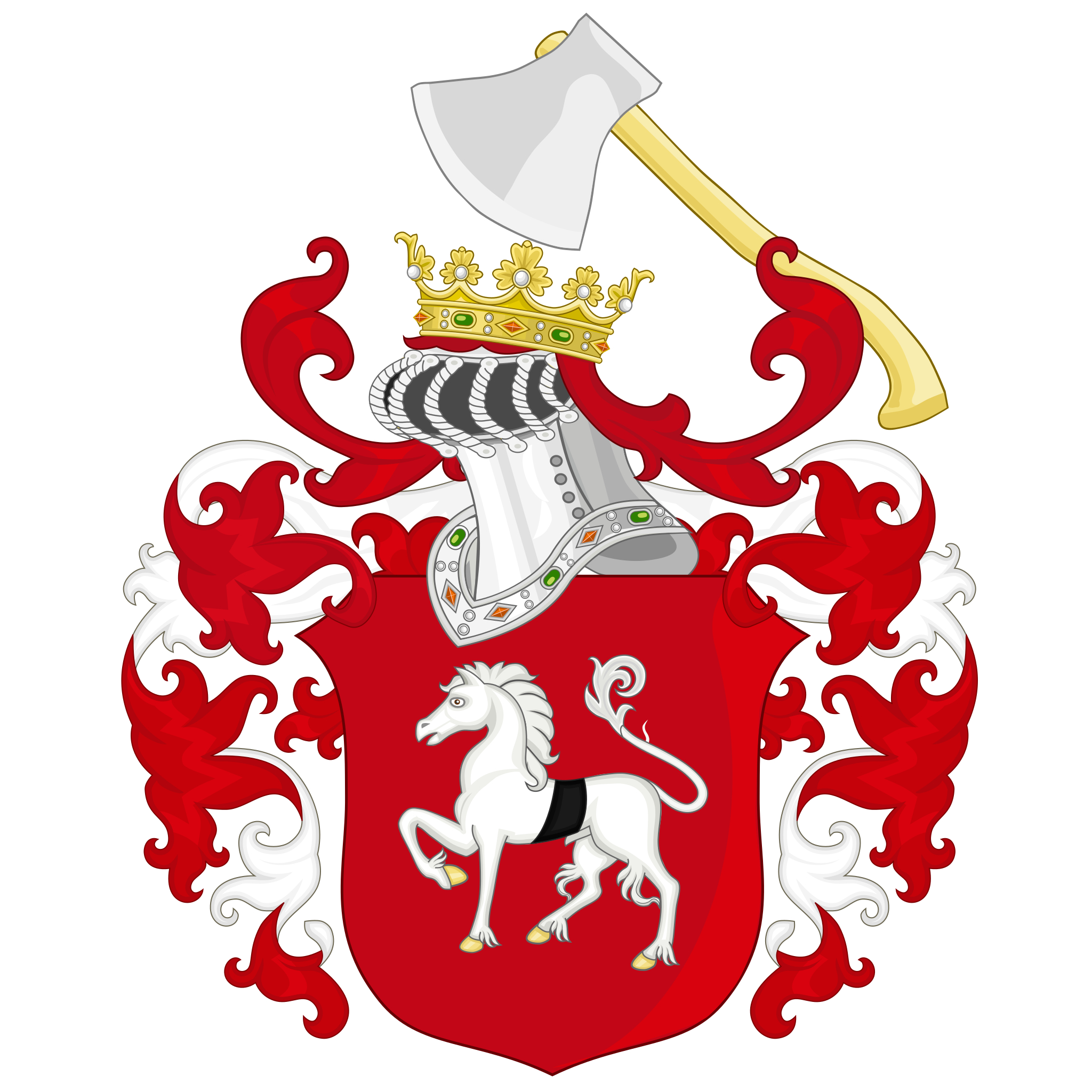
Герб Старыконь (Starykoń)
Герб Страшинский (Straszyński)
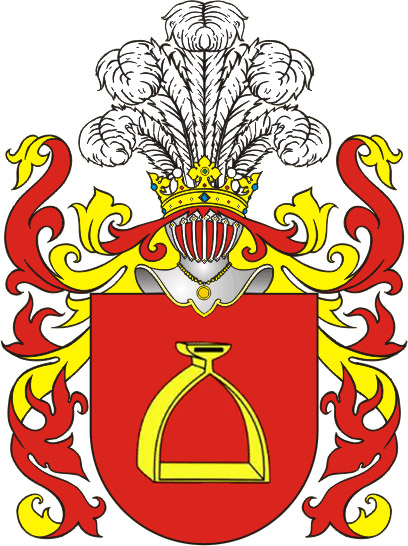
Герб Стремя (Strzemię)
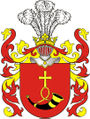
Герб Сухекомнаты (Suchekomnaty)
Герб Сулима (Sulima)
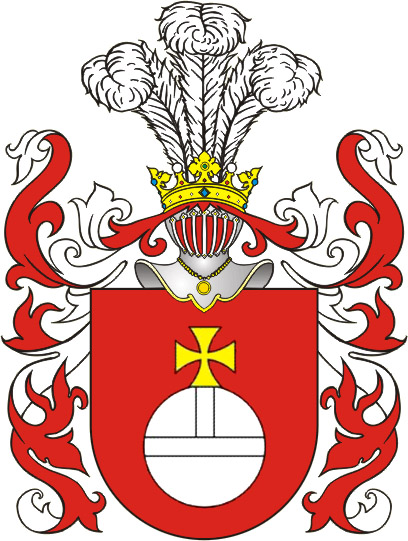
Герб Свят (Świąt)
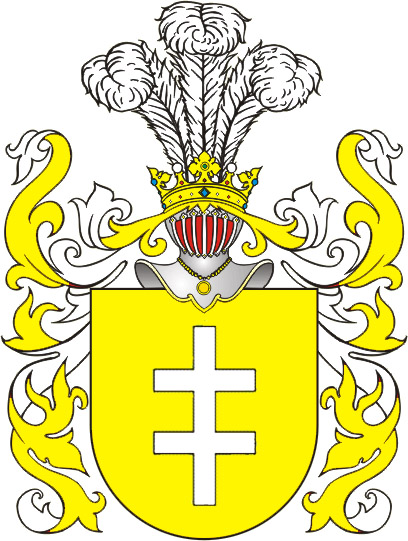
Герб Свенчиц (Świeńczyc)
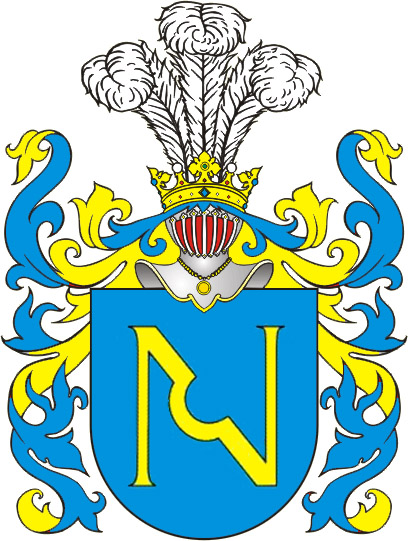
Герб Сверчек (Świerczek)
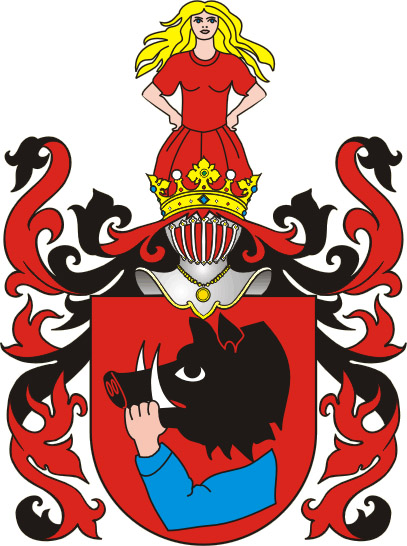
Герб Свинка (Świnka)
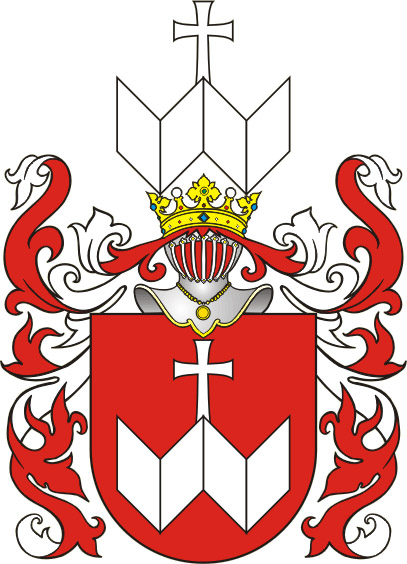
Герб Сырокомля (Syrokomla)
Герб Тарнава (Tarnawa)
Герб Тенпа-подкова (Tępa-Podkowa)
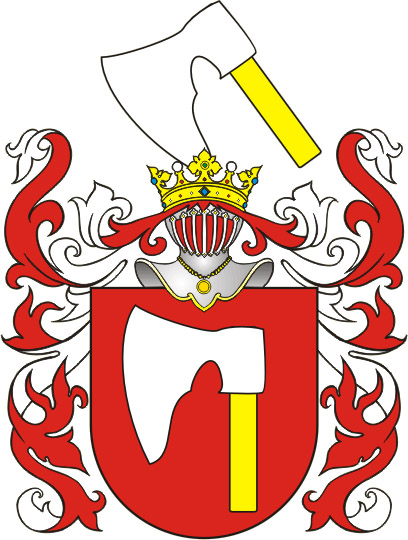
Герб Топор (Topór)
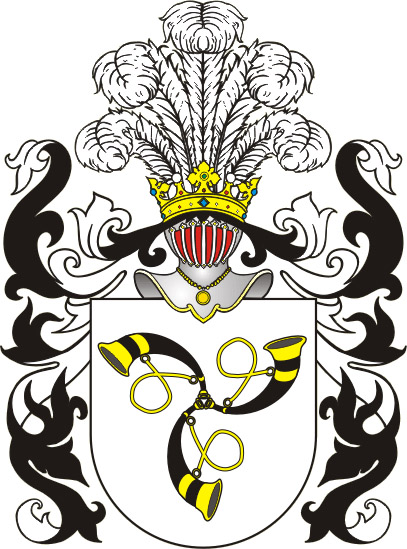
Герб Трубы (Trąby)
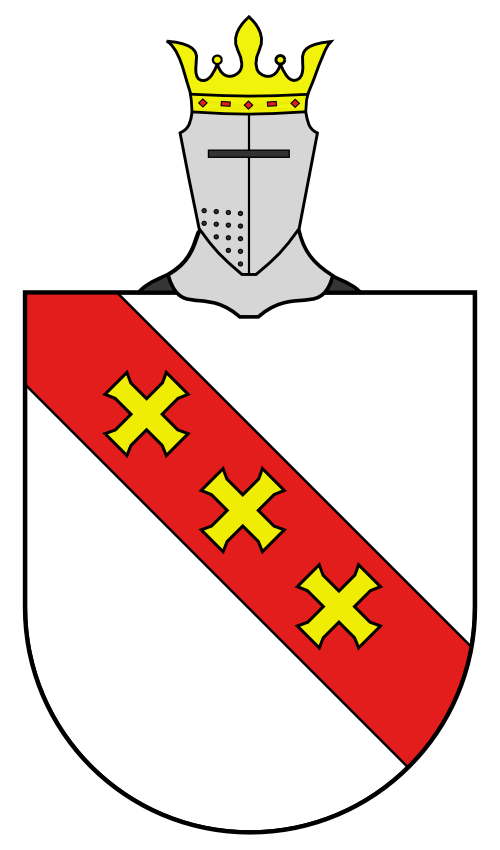
Герб Трестка (Trestka)
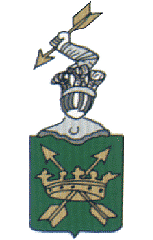
Герб Тройстржал (Trójstrzał)
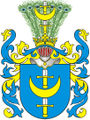
Герб Тржаска (Trzaska)
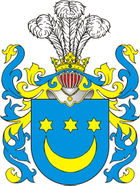
Герб Тржи Гвязды (Trzy-Gwiazdy)
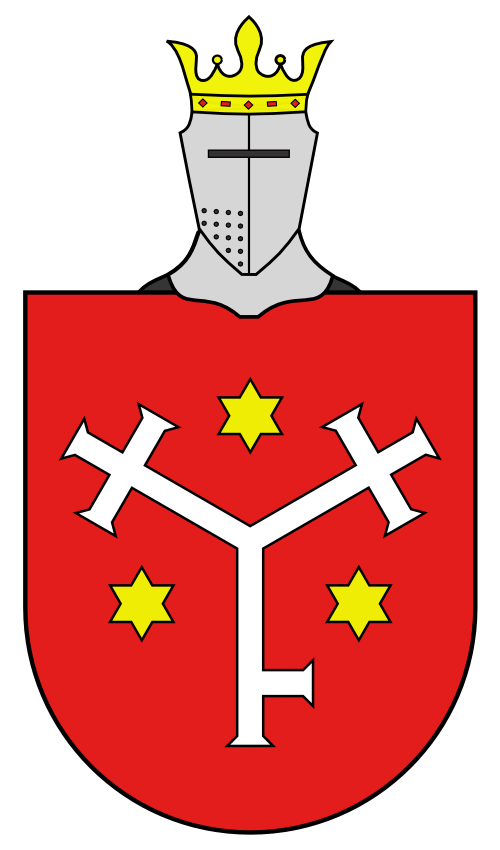
Герб Трживдар (Trzywdar)
Герб Фелсес (Felseis)
Герб Финке (Finke)
Герб Флеминг (Fleming)
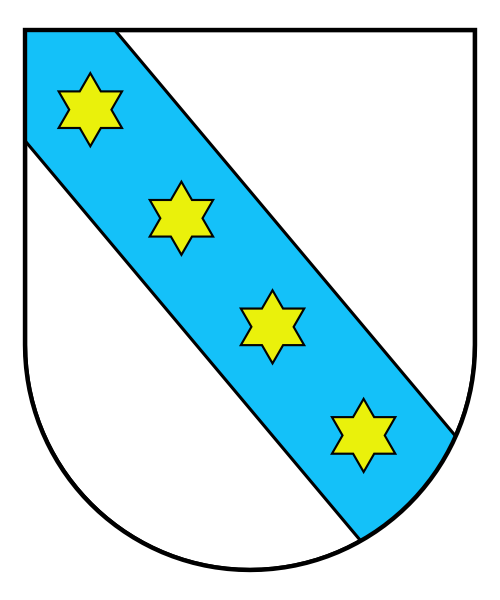
Герб Фогельфедер (Fogelfeder)
Герб Фонтана (Fontana)
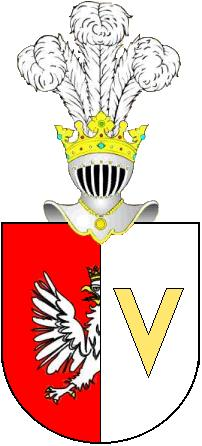
Герб Форналски (Fornalski)
Герб Халецкий (Chalecki)
Герб Харитон (Charyton)
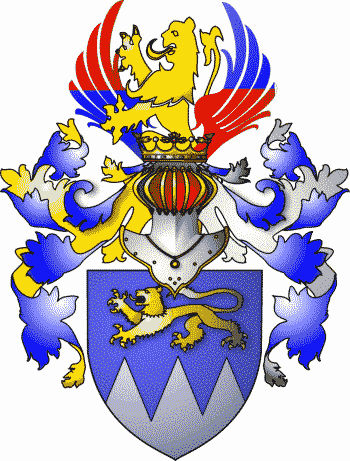
Герб Хейкинг (Hejking)
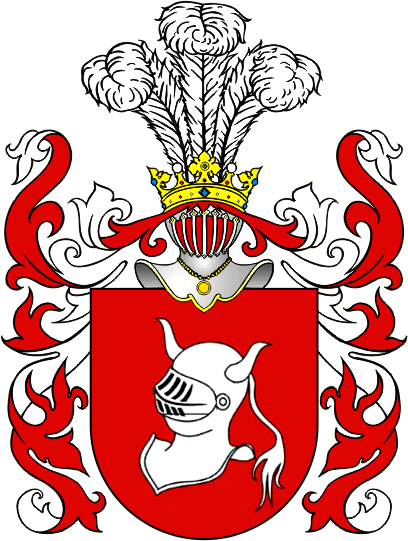
Герб Хелм (Hełm)
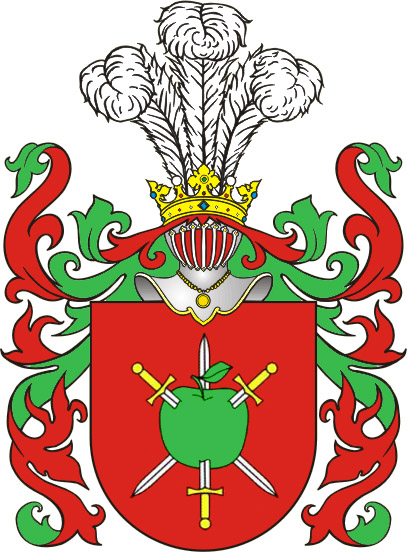
Герб Хербурт (Herburt)
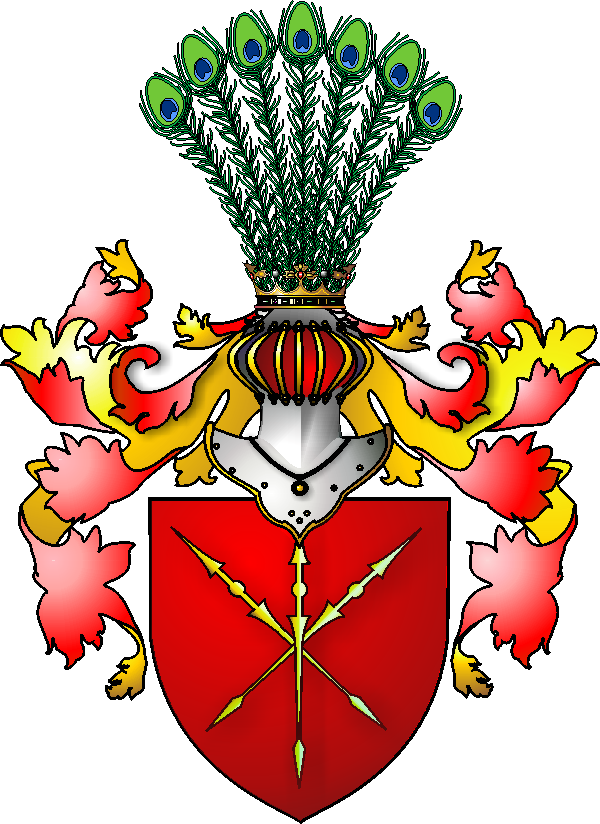
Герб Хилхен (Hilchen)
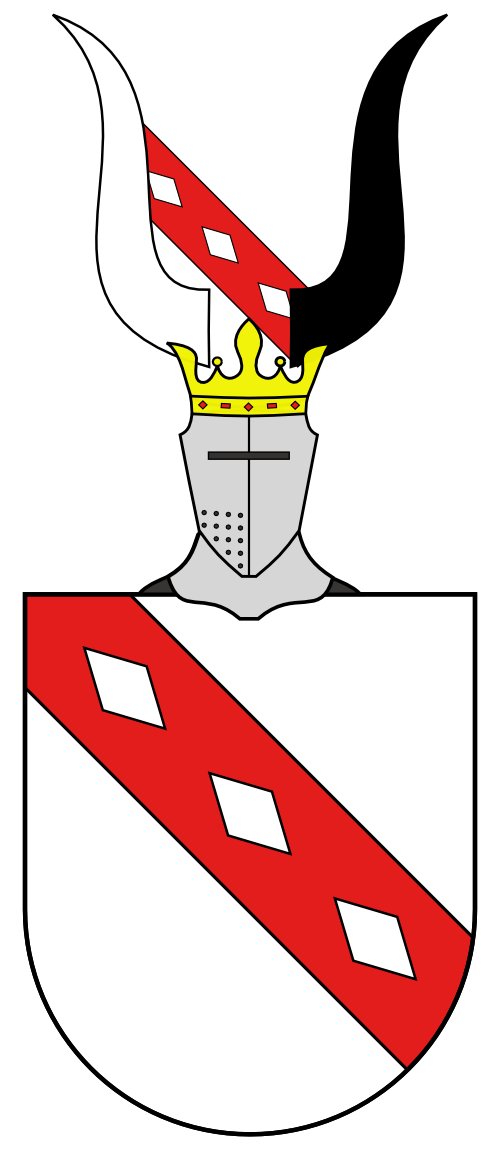
Герб Хилзен (Hilzen)
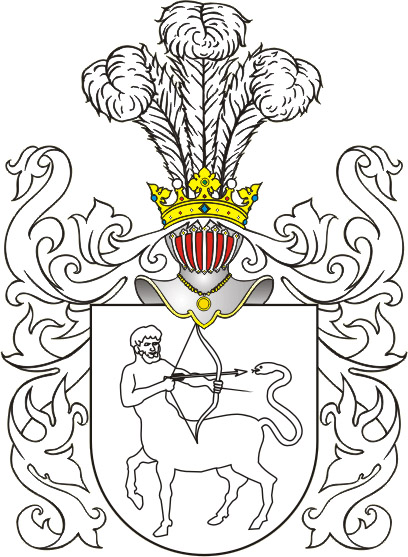
Герб Хипоцентаур (Hipocentaur)
Герб Хлюдзинский (Chludziński)
Герб Ходыс (Hodyc)
Герб Ходкевич (Chodkiewicz)
Герб Холева (Cholewa)
Герб Хомонто (Chomąto)
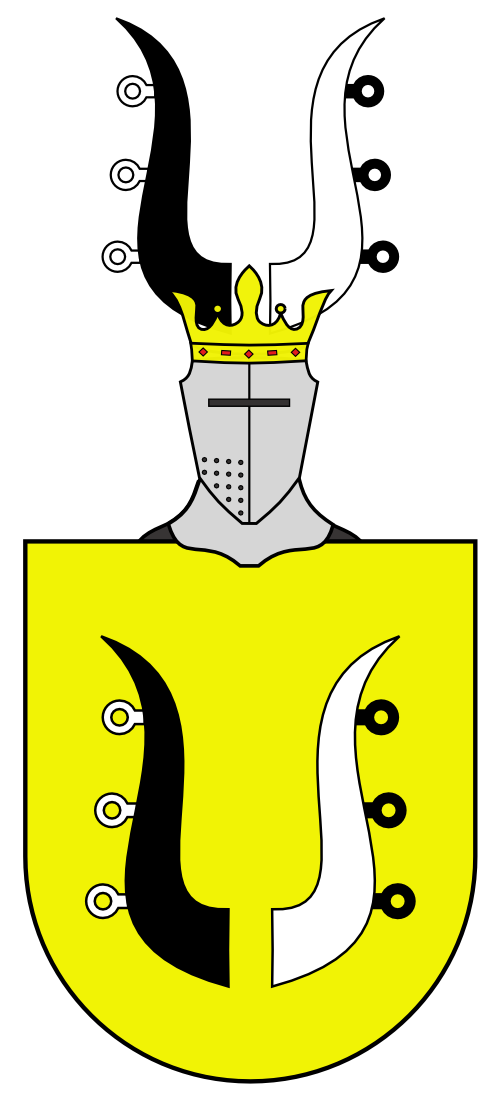
Герб Хорынский (Choryński)
Герб Хорновский (Hornowski)
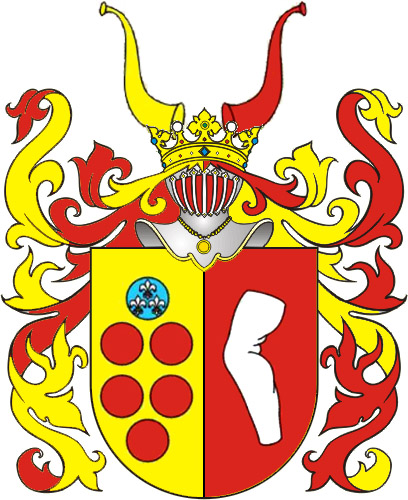
Герб Хозыуз (Hozyusz)
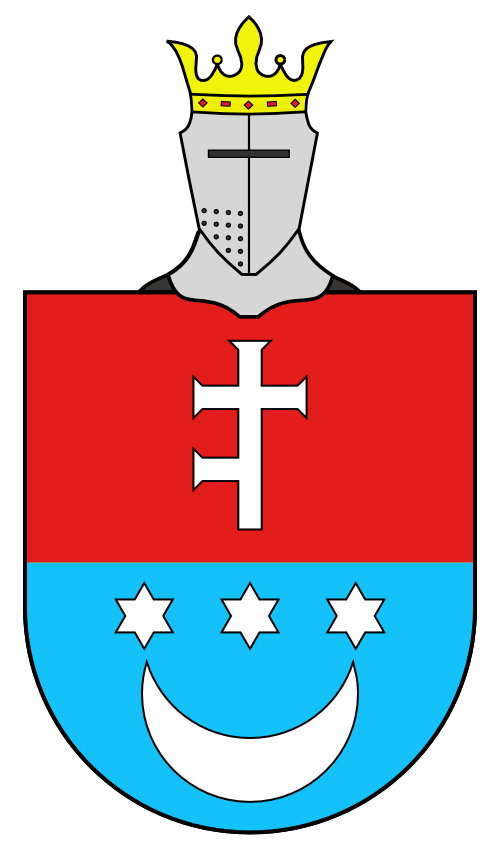
Герб Хузарзевский (Husarzewski)
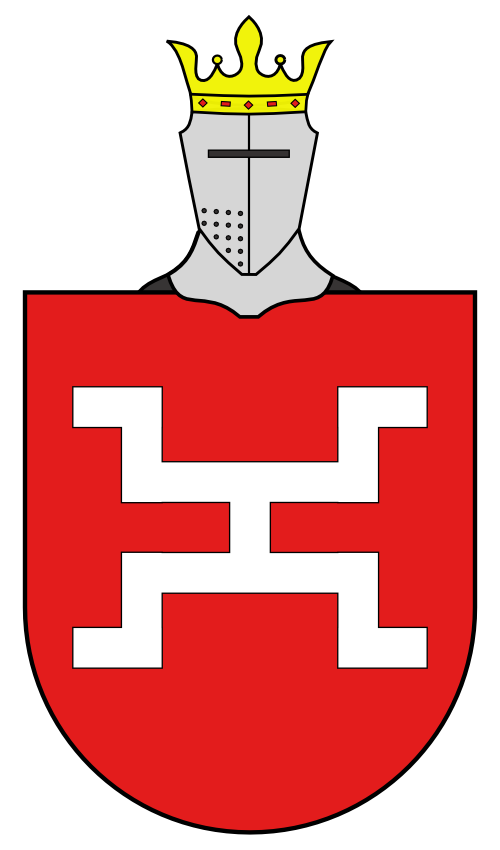
Герб Хутор (Hutor)
Герб Цылёнткова (Cielątkowa)
Герб Целеский (Cieleski)
Герб Ценжосил (Ciężosił)
Герб Циолек (Ciołek)
Герб Чарторыйских (Czartoryski)
Герб Чевоя (Czewoja)
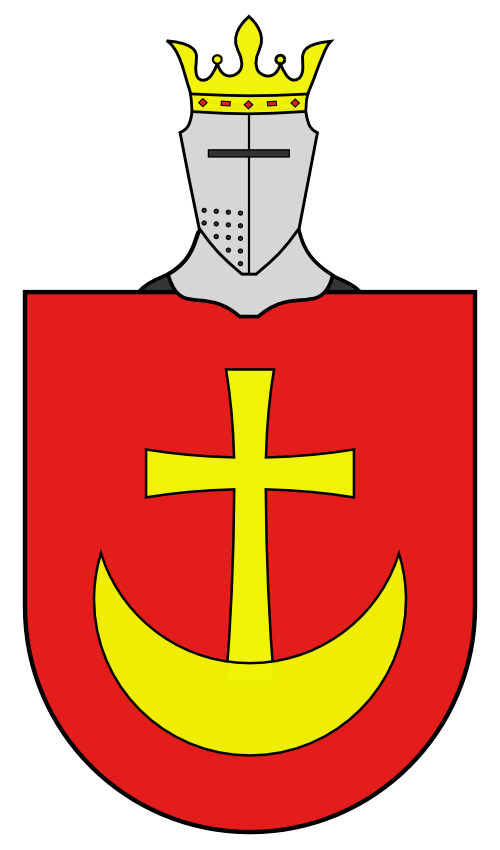
Герб Шелига (Szeliga)
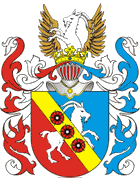
Герб Шембек (Szembek)
Герб Шептицкий (Szeptycki)
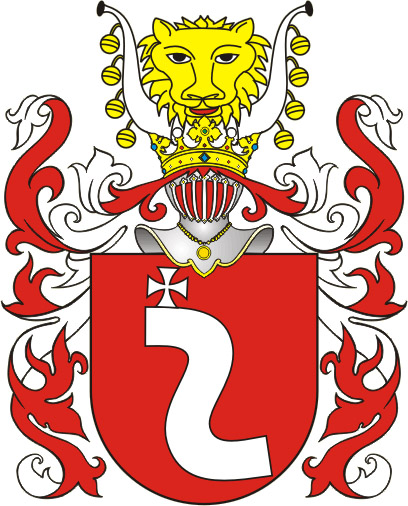
Герб Шренява (Szreniawa)
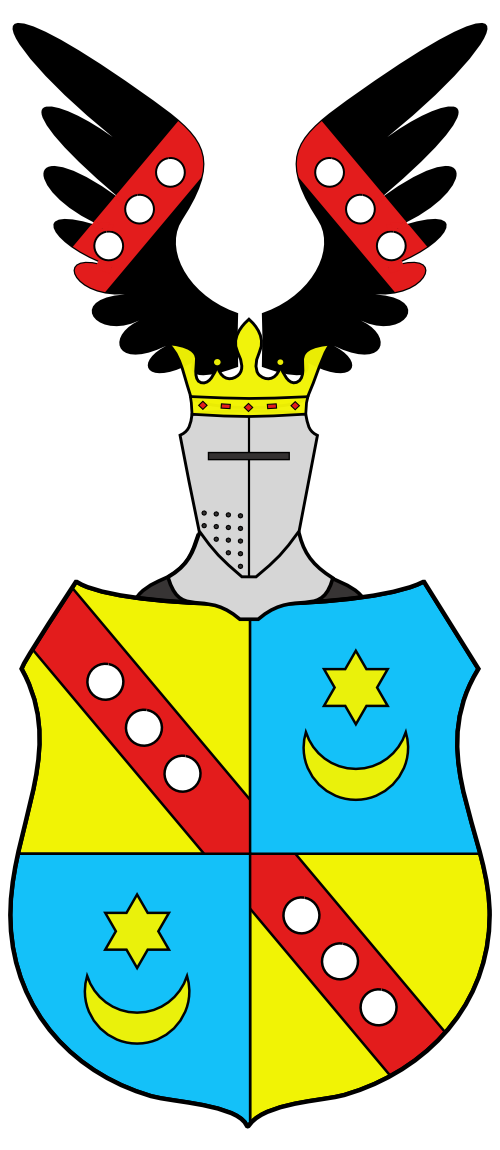
Герб Эрбс (Erbs)
Герб Эссен (Essen)
Герб Эсткен (Estken)
Герб Юньчик (Junczyk)
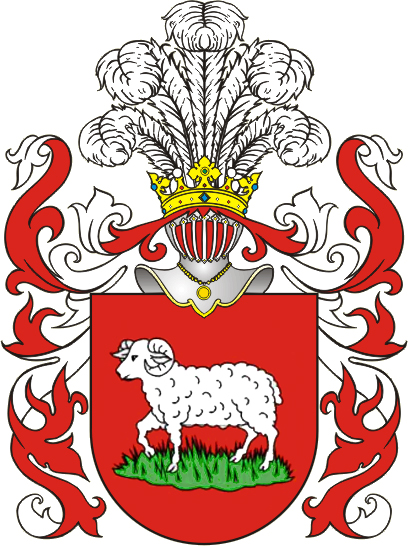
Герб Юноша (Junosza)
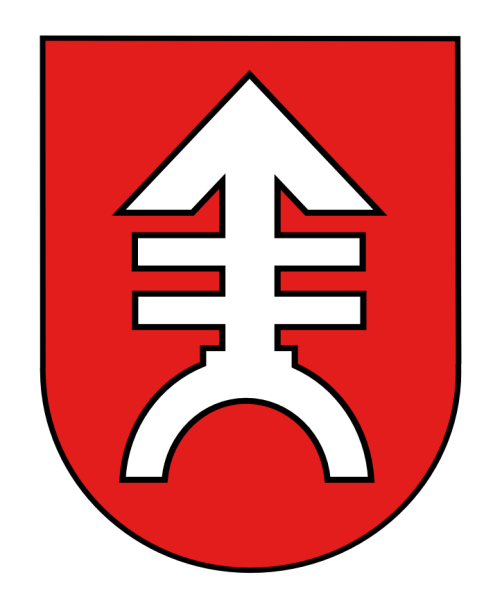
Герб Якимович (Jakimowicz)
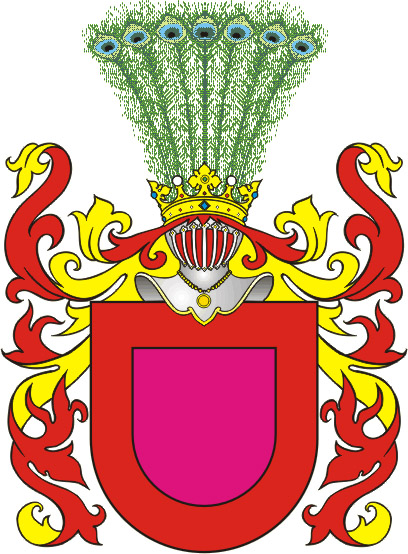
Герб Янина (Janina)
Герб Ясеньчик (Jasieńczyk)
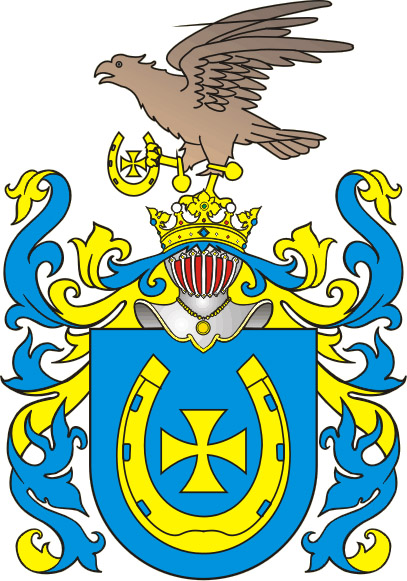
Герб Ястржембец (Jastrzebiec)

## Собственные гербы
Гербы, которые присваивались только одной семейству, а не гербовому роду, были известны в Польше как «собственный герб». Относились преимущественно к семействам чужеземного происхождения, к княжеским семействам из древних литовско-русских династий, и семействам, недавно введенным в дворянство. Иногда собственными гербами называют также разновидности дворянских гербов, которые появились через наделение гербом при предоставлении аристократического титула. Обычно семьи, употребляющие собственный герб, назывались и фамилией от собственного герба.

Герб Януша I (Варшавского)
Герб кн. Масальского III
Герб Алан
Герб Гейштор
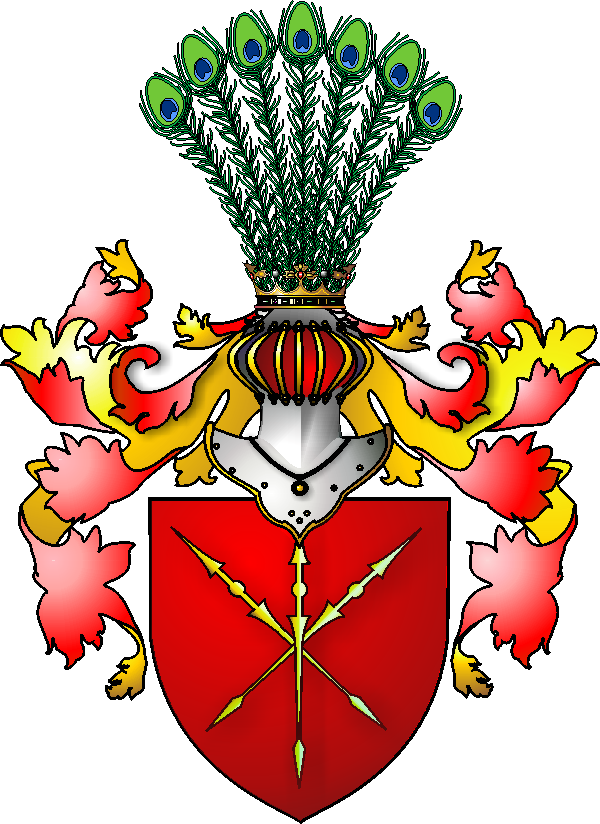
Герб Гильхен
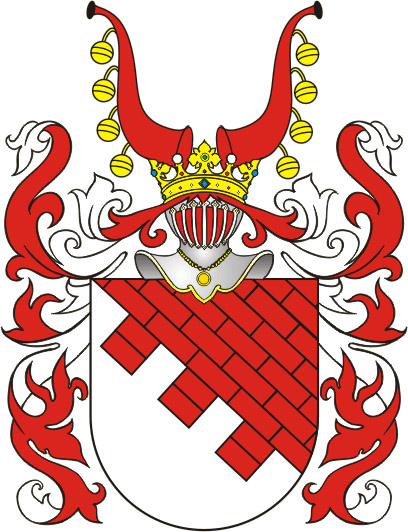
Герб Козловский
Герб Куровский
Завадский (Остоя изменённый)

## Гербы титулованной шляхты
Аристократические титулы, следовательно — и их геральдические отражения, были в средневековой Польше запрещены. Первое исключение было сделано в XVI веке для родов княжеских, господствующих потомков династии Литвы и Руси. Принятие аристократических титулов от заграничных монархов распространилось в XVIII веке и во времена Российского господства.

Герб Пястов
Герб Брама
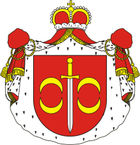
Герб Друцк
Герб Конецпольских (часть Побог доп.)
Герб Острожских (из частей Лелива и Огоньчик)
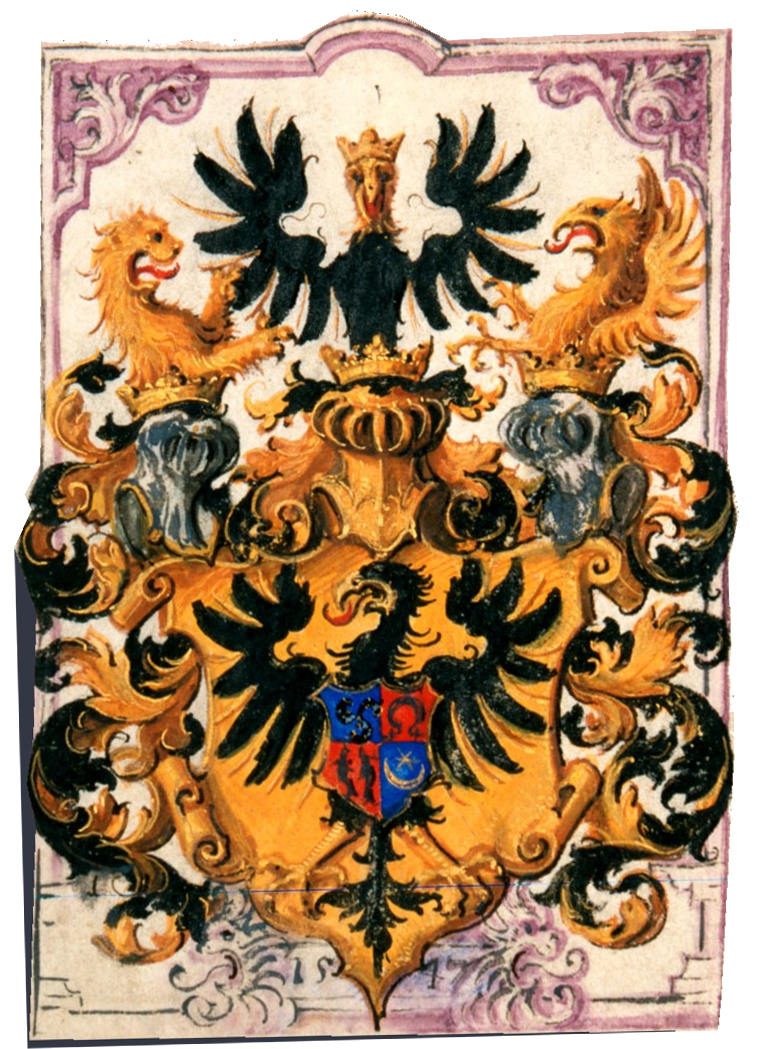
Герб Радзивиллов (часть Трубы доп.)
Герб Понятовских (с регалиями Маршала Франции)
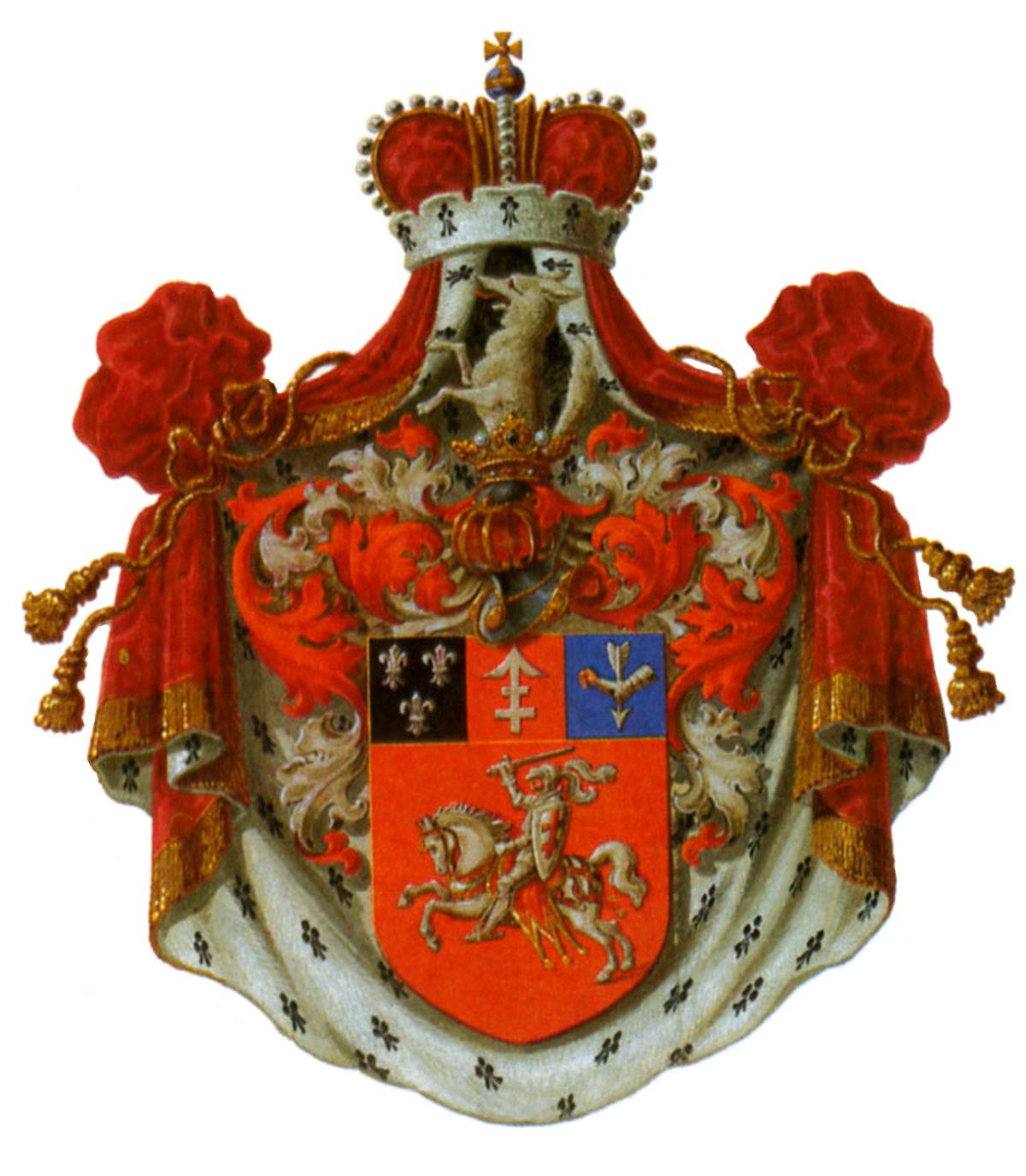
Герб Сапег (часть Лис доп.)
Герб Солтык
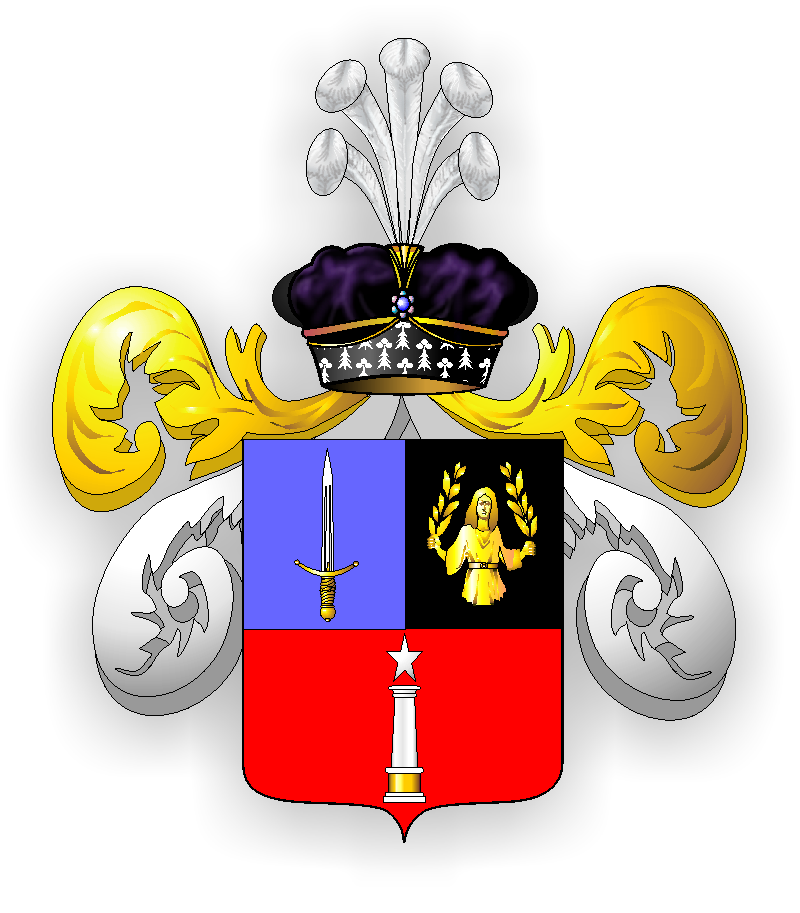
Герб Валевский (графа Александра Колонна-Валевского)